# Berner Münster
Das reformierte Berner Münster war im Spätmittelalter dem Hl. Vinzenz von Saragossa geweiht. Es ist die grösste und wichtigste spätmittelalterliche Kirche der Schweiz. Es wurde im Stil der Gotik erbaut und gehört zu jenen gotischen Kirchen, die erst im 19. Jahrhundert nach Aufkommen des Historismus vollendet wurden. Der Chor des Münsters birgt einen aus dem 15. Jahrhundert stammenden Glasmalereizyklus, welcher gemeinsam mit jenem der ehemaligen Klosterkirche Königsfelden als bedeutendster des Landes gilt. Südlich der Kirche, zur Aare hin, liegt die Parkanlage der Münsterplattform.

## Geschichte

### Baugeschichte

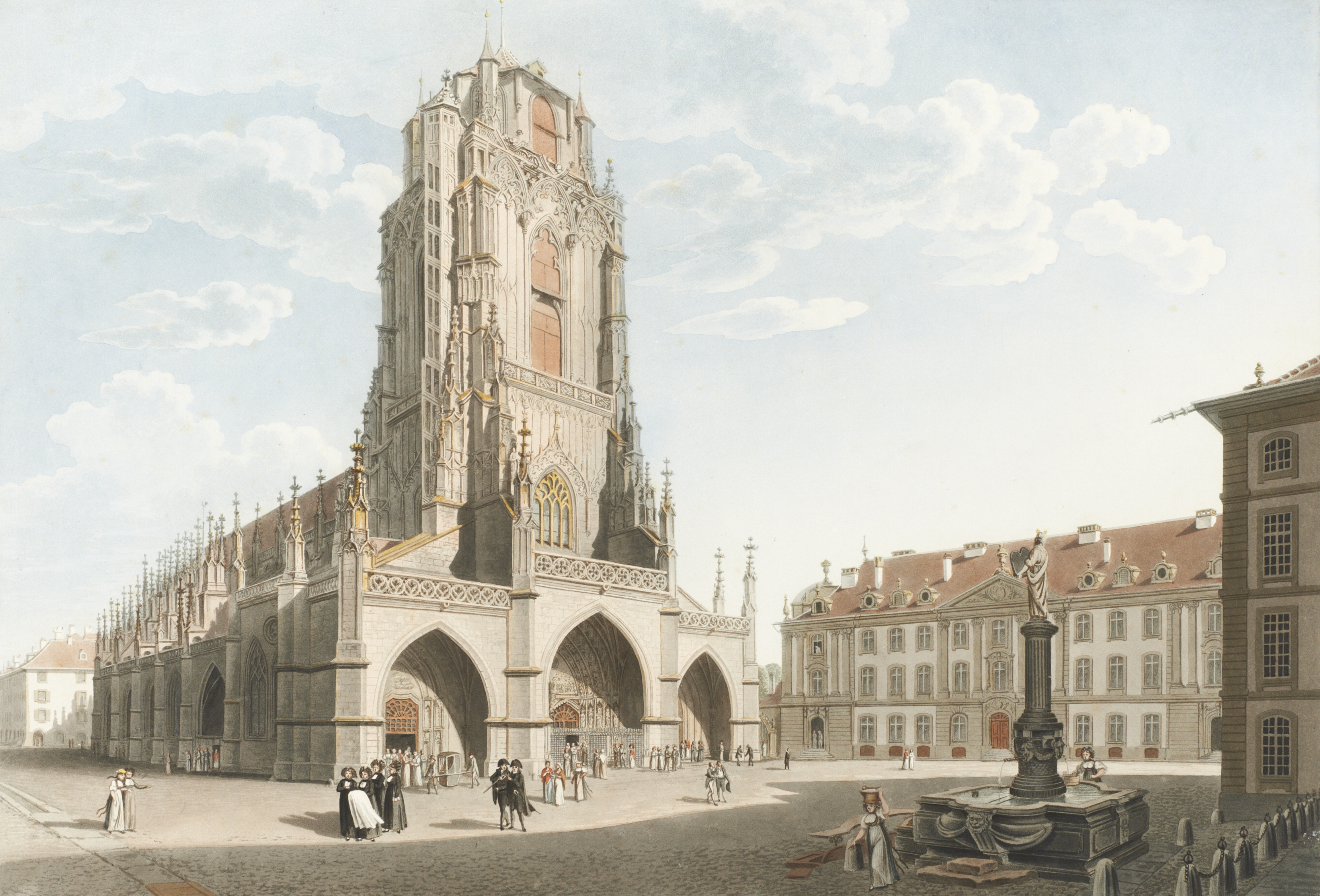
Das Berner Münster um 1800

Der Grundstein zu dem unter dem Patrozinium des Vinzenz von Saragossa stehenden Münster wurde 1421 gelegt. Zuvor hatte dort schon die Leutkirche gestanden, eine bei der zähringischen Stadtgründung um 1190 errichtete und 1276 neu erbaute romanische Kapelle. Das Münster wurde im Uhrzeigersinn um die alte Leutkirche herumgebaut. Es wurde bis auf den oberen Teil des Turms aus Berner Sandstein errichtet.
Bauherren des Münsters waren die Stadt Bern und der Deutsche Orden. Es wurde mit Hilfe von Ablässen und staatlichen Mitteln gebaut. Die Kapellen und die Chorfenster wurden durch wohlhabende Berner Familien, Gesellschaften und Bruderschaften finanziert.
Der erste Werkmeister beim Bau des neuen Münsters war Matthäus Ensinger. Nach süddeutschem Brauch begann er nur einen Westturm in der Breite des ganzen Schiffs. Während seine Vorbilder (Ulmer Münster, Freiburger Münster und Kathedrale Sankt Nikolaus in Freiburg i.Üe.) bloss das eine Mitteltor betonen, fasste Ensinger alle drei Westportale zu einem dreiteiligen, reich geschmückten Vorbau zusammen. Zwischen 1460 und 1480 schuf der Steinmetz Erhart Küng die Figuren der Hauptvorhalle sowie das weltbekannte Münsterportal. 1517 wurde der gotische Chor mit dem Himmlischer Hof genannten Gewölbe vollendet, aber mit der Reformation von 1528 wurden die Bauarbeiten eingestellt. 1571 wurde weitergebaut, und 1573 wurde unter dem Werkmeister Daniel Heintz auch das Netzgewölbe des Mittelschiffs, als letzte mittelalterliche Baumassnahme, eingezogen.
Bereits 1521 wurde der Turmbau auf der Höhe des unteren Achtecks wegen schwacher Fundamente unterbrochen. Erst 1893 erreichte der Turm seine volle Höhe von 100,6 Meter.
1529 wurden im Zuge der Reformation alle Altäre und Heiligenbilder sowie Nebenbauten abgetragen, ebenso das Grab des Knaben Rudolf von Bern. Dieser soll am 17. April 1294 angeblich Opfer eines jüdischen Ritualmordes gewesen sein. Seine Gebeine waren von der Leutkirche in den Kreuzaltar des neuen Münsters übertragen worden. Beim Bildersturm wurden sie aus dem Münster entfernt und ausserhalb der Kirche begraben. Auch die Benützung der Familiengräber im Münster wurde untersagt, 1531 wurde der Hauptfriedhof auf der Plattform aufgehoben und zur öffentlichen Anlage umfunktioniert. 1534 wurde das Beinhaus entfernt.

### Institution
Bei der Gründung Berns um 1190 gehörte die Stadt kirchlich zur Pfarrei Köniz, einer Kommende des Deutschen Ordens. 1276 wurde Bern zu einer eigenen Kommende des Deutschen Ordens. Dieser wählte den Stadtpfarrer an der dem heiligen Vinzenz geweihten Stadtkirche und regelte den Gottesdienst nach der Ordensliturgie. Im aufstrebenden Stadtstaat Bern des 15. Jahrhunderts, während des Münsterbaus und nach den Siegen über Burgund, drängte der Rat zur Ablösung vom Deutschen Orden. Auch betrieb er die Errichtung eines Chorherrenstifts am Münster, wo er seinen Einfluss auf die Wahl der Chorherren, deren Gottesdienstgestaltung und die Verwaltung geltend machen konnte. Die Loslösung vom Deutschen Orden gelang im Winter 1484/1485.

#### Chorherrenstift, 1485–1528
Am 4. März 1485 schloss Bern einen Vertrag mit den ersten Chorherren. Da Bern links der Aare auf dem Territorium des ehemaligen Bistums Lausanne lag (das rechte Aareufer gehörte damals zum Bistum Konstanz), wurde die Liturgie des Bistums Lausanne eingeführt. Die neuen Chorherren mussten sich vor dem Rat verpflichten, die Stundengebete genau zu halten und die nötigen liturgischen Bücher, die Messkelche, Kerzenständer und Kirchengewänder zu beschaffen. Dagegen behielt der Rat die Aufsicht über den fortschreitenden Münsterbau in eigenen Händen.
Anfangs scheint man Leihgaben an liturgischen Büchern benützt zu haben, auch wenn bereits gedruckte Liturgica käuflich waren. Darauf wurde ein reich geschmücktes Antiphonar in sechs Bänden bestellt, das von Schreibern und berühmten Buchmalern in den folgenden Jahren als Pergamenthandschrift angelegt wurde (siehe unten Abschnitt «Die Antiphonare des Berner Münsters»).
Am 27. Februar 1528 wurden nach der Berner Disputation und einer Predigt des Zürcher Reformators Huldrych Zwingli die Messe eingestellt und zum Bildersturm angesetzt. 25 Altäre wurden zerschlagen, das Sakramentshaus eingerissen, Standbilder zerstört und auf der Plattform entsorgt. Am 2. Februar 1528 wurde der Burgerschaft der Stadt Bern im Münster auf die zehn Beschlüsse der Reformation vereidigt.
Die liturgischen Bücher wurden nicht mehr gebraucht. Vom Berner Antiphonar wurden vier Bände an die Stiftskirche Saint-Laurent in Estavayer-le-Lac verkauft, zwei Bände gelangten auf bisher unbekannten Wegen nach Vevey, wo sie erst 1982/1989 von einem Handschriftenspezialisten der Universitätsbibliothek Freiburg im Üechtland entdeckt und identifiziert wurden. Der Entdecker Joseph Leisibach nennt sie «die repräsentativsten Zeugnisse der Buchmalerei des Spätmittelalters in der Schweiz».

### Bekannte Münsterpfarrer
- 1546–1552: Jodocus Kilchmeyer, Pfarrer und seit 1547 Dekan
- 1548–1565: Johannes Wäber (seit 1544 Helfer am Münster)
- 1647–1674: Johann Heinrich Hummel (seit 1645 Helfer am Münster)
- 1691–1709: Samuel Bachmann (seit 1672 Helfer am Münster)
- 1733–1766: Johann Jakob Zehender (seit 1733 Helfer am Münster)
- 1777–1803: Johann David Wyss
- 1818–1821: David Müslin (seit 1782 Helfer am Münster)
- 1818–1831: Rudolf Emanuel Stierlin (ab 1818 als Helfer und bis 1831 als Oberster Dekan)
- 1831–1843: Karl Rikli (ab 1830 als Helfer und seit 1831 als Diakon)
- 1860–1873: Carl Albrecht Reinhold Baggesen (seit 1825 Hilfspfarrer am Münster)
- 1867–1897: Albrecht Rudolf Rüetschi
- 1903–1922: Wilhelm Hadorn
- 1911–1952: Albert Schädelin
- 1946–1968: Walter Lüthi

### Bekannte Münsterbaumeister
- Matthäus Ensinger (1390–1463), ab 1420 erster Werkmeister des Münsters
- Erhart Küng (1420–1507), ab 1460 als Steinmetz tätig, ab 1483 Werkmeister
- Peter Pfister (1505–1520), zunächst mit Erhart Küng, Erbauer des Chorgewölbes (1515–1517)
- Abraham Dünz (1630–1688), ab 1660 Werkmeister an der Bauhütte des Berner Münsters
- Samuel Jenner (1653–1720), ab 1688 Münsterwerkmeister
- Niklaus Schiltknecht (1687–1735), ab 1728 Münsterwerkmeister
- Daniel Heintz I. (1535–1596), ab 1571 Münsterwerkmeister
- Niklaus Sprüngli (1725–1802), ab 1796 Münsterwerkmeister
- Karl Indermühle (1877–1933), ab 1900 Leiter der Münsterbauhütte
- Peter Indermühle (1909–1986), 1933–1980 Münsterbaumeister und Leiter der Münsterbauhütte
- Tobias Indermühle (1941–2006), 1980–1998 Münsterbaumeister und Leiter der Münsterbauhütte

## Beschreibung und Architektur

### Lage
Das Münster liegt an der südlichen Seite der Berner Altstadt, im Grünen Quartier. Der Münsterplatz ist der Vorplatz in den die Herrengasse und die Münstergasse münden. Letztere führt weiter um die Kirche. Südlich liegt der Park der Münsterplattform, hoch über der Aare.

### Münsterportal

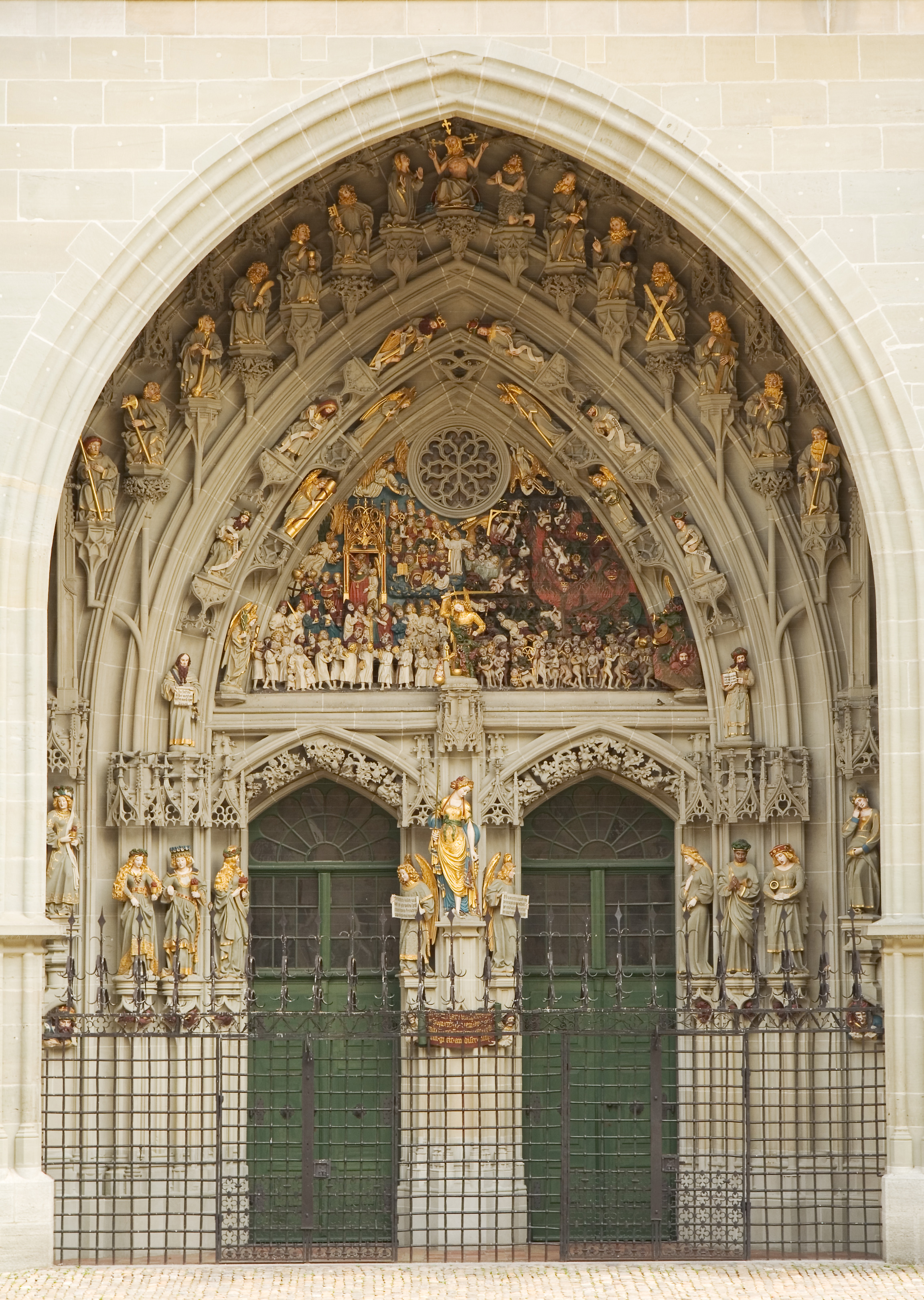
Hauptportal

Die 234 fein gearbeiteten Sandsteinfiguren des Münsterportals stellen das Jüngste Gericht dar und sind weltberühmt. Die ursprünglich in der Mitte, zwischen den den klugen und den törichten Jungfrauen stehende Figur der Jungfrau Maria wurde nach der Reformation, im Jahr 1575, durch eine allegorische Darstellung der Gerechtigkeit (Justitia) ersetzt (Werk von Daniel Heintz). Wegen der Luftverschmutzung im 20. Jahrhundert mussten die 47 lebensgrossen Figuren durch Kopien ersetzt werden. Die Originalfiguren sind im Bernischen Historischen Museum ausgestellt.
Es führt ein Engel, als Diakon gekleidet, die klugen Jungfrauen an, deren bräutlicher Prunk an niederländische Kunst erinnert; seine Schriftrolle enthält die Worte:
Vorsichtig, keusch und wis (weise), wyl Ihr gewesen sind, gehnd herin, Freunde süss, zu Eurem Brütigam, Mariens Kind.
Rechts antworten die Törichten, händeringend, in fremdartiger Tracht:
Ach und Weh, dass wir nicht Ochle (Öl) hand (haben), Gehnd uns zu kauffen, dass wir mit Euch ine gahnd.

### Ausstattung

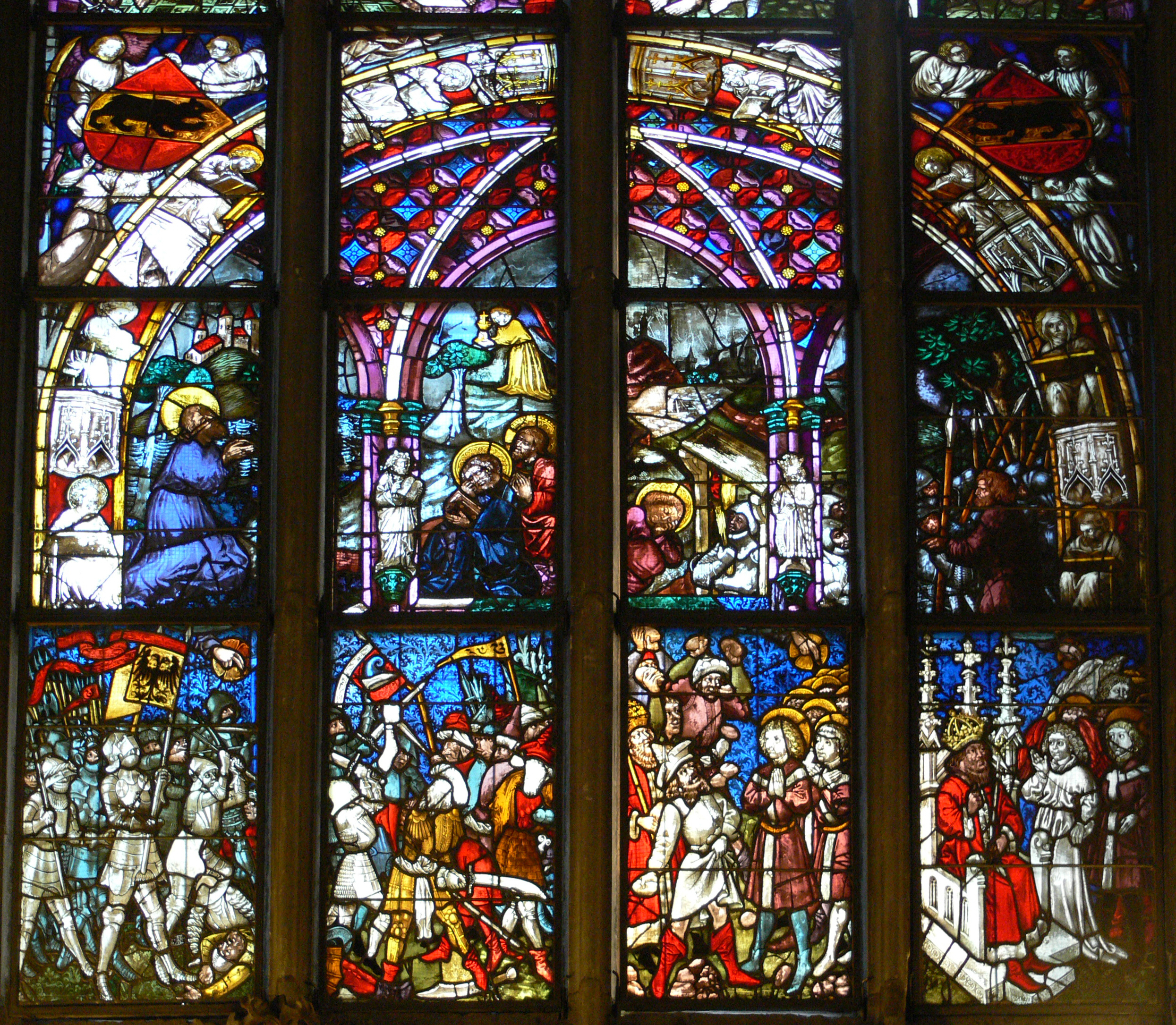
Zehntausend-Ritter-Fenster (nicht vollständig erhalten).

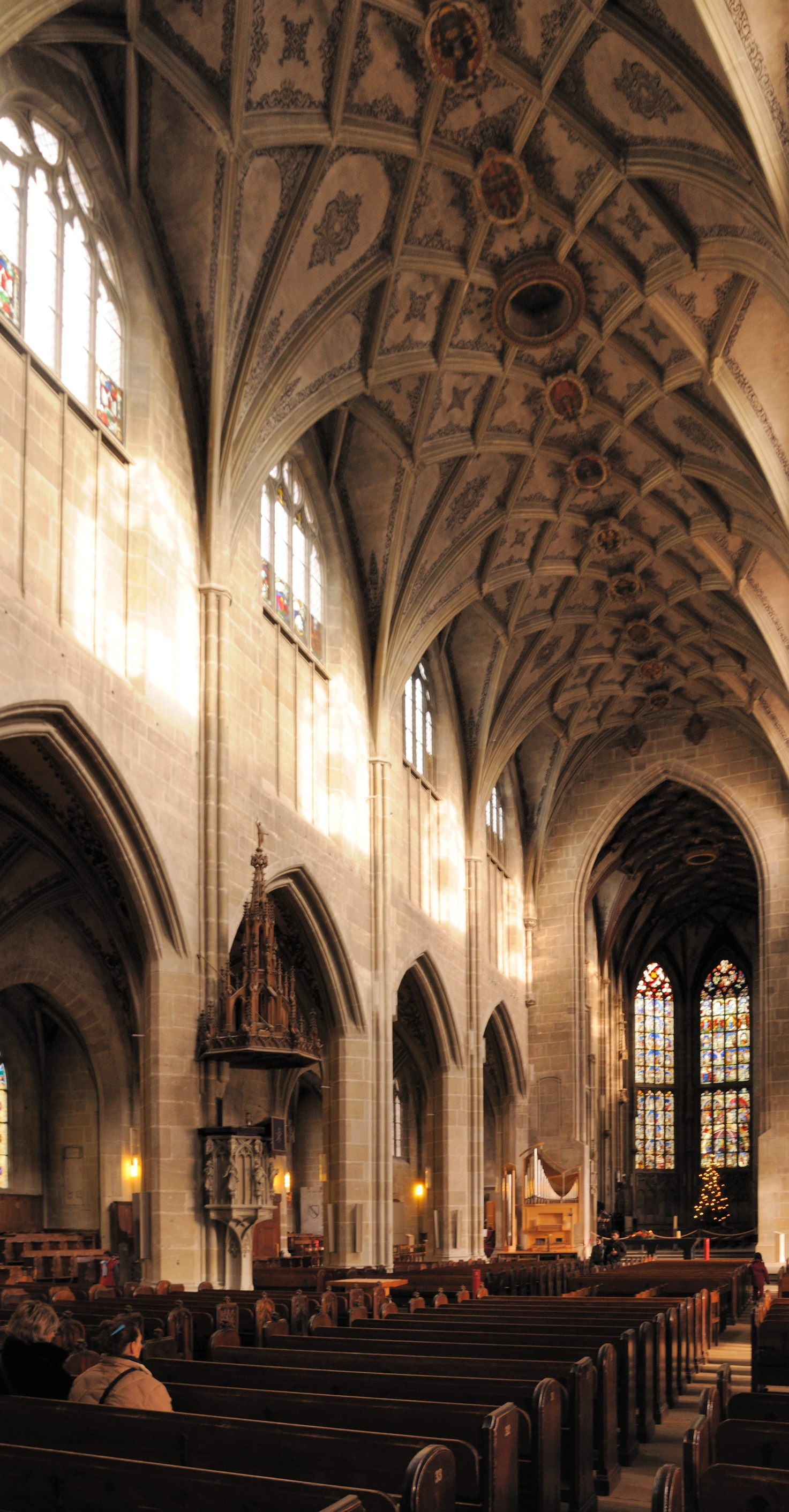
Langhaus in Richtung Chor

#### Gewölbe
Das Chorgewölbe wurde 1517 unter Leitung vom Werkmeister der Jahre 1505–1520, Peter Pfister, vollendet. Es besitzt 86 figürliche Schlusssteine, die nach einem hierarchischen Programm vom Scheitelpunkt rückwärts bis zum Chorbogen angeordnet sind. Beginnend mit der Dreifaltigkeit, dem Hl. Geist als kostbar verzierte Taube dargestellt, Gott Vater und Sohn und flankiert von Moses und Elias. Es folgen die Vorfahren Jesu David, Maria und Josef, dann die zwölf Apostel und in deren Mitte die Stadt- und Kirchenpatrone Vinzenz und Achatius. Die nächste Reihe wird von den vier Evangelisten gebildet und von weiteren Vorfahren Jesu Joachim, Anna selbdritt und Johannes dem Täufer weitergeführt. Es folgen die Kirchenväter Augustinus, Ambrosius, Papst Gregor und Hieronymus. Nach dem Sprengring folgen zwölf Märtyrer und heilige Männer, 15 Märtyrinnen, heilige Frauen und Ordensgründerinnen und weitere Bischöfe, Ordensgründer und Äbte. In der letzten Reihe vor dem Chorbogen haben sich die Baumeister als vier Heilige dargestellt, den legendären Heiligen Semproniuanus, Nikostratus, Claudius und Kastorius.
Die farbliche Fassung der Figuren wurde seit 1517 nie verändert, einzig einmal beim Chorumbau um 1900 mit Besen entstaubt. Bei der umfassenden Restaurierung in den Jahren 2014–2018 zeigte sich deren erstaunlich guter Erhaltungszustand. Die Spickel zwischen den Kreuzrippen wurden nachweislich von Niklaus Manuel und seiner Werkstatt ausgemalt.
Ein neuer Anlauf zur Vollendung des Münsters nach dem reformationsbedingten Baustopp erlaubte dem Werkmeister Daniel Heintz das Netzgewölbe des Mittelschiffs 1571 bis 1573 zu bauen. Zuvor bestand seit hundert Jahren ein ungenügendes Notdach über den fertigen Seitenschiffen und den Seitenmauern. Weniger aufwändig als das Chorgewölbe sind die Schlusssteine mit Geschlechterwappen verziert. Auf dem Deckel des Sprengrings in der Deckenmitte ist ein weiteres Berner Wappen und darüber auf dem Dachboden ist ein Laufrad erhalten, mit dem früher Lasten hochgezogen wurden.

#### Chorfenster
Der Chor des Münsters enthält sechs grosse, vierbahnige, spätgotische Masswerkfenster mit Glasmalereien. Die bedeutendsten stammen aus der Mitte des 15. Jahrhunderts und sind Stiftungen bernischer Adels- und Notabelngeschlechter des späten Mittelalters. Entstanden sind sie zwischen 1441 und 1451. Drei Fenster, genauer gesagt das Hostienmühlenfenster, das Dreikönigsfenster und das Wurzel-Jesse-Fenster sind nahezu original erhalten geblieben. Zwei Fenster, das Passions- und das Zehntausend Ritter-Fenster, verloren mehr als die Hälfte ihrer ursprünglichen Scheiben. Diese erhaltenen Reste wurden später im Mittelfenster vereinigt und durch weitere Scheiben ergänzt. Hauptsächlich verantwortlich für diese Schäden sind zwei schwere Hagelstürme, die zu Beginn des 16. Jahrhunderts Bern heimsuchten, wobei die Scheiben auf der Südseite deutlich mehr beschädigt wurden als auf der Nordseite. Ein weiteres Fenster, eine Stiftung der Familie von Scharnachtal, wurde bereits beim ersten schweren Hagelsturm komplett zerstört. Im Jahr 1868 ergänzte man das Ensemble durch zwei neue Fenster auf der Südseite. Die Scheiben des 19. Jahrhunderts ahmen die Komposition der älteren Fenster zwar nach, heben sich aber mit ihren kräftigen Farben und dem hohen Realismus der dargestellten Figuren deutlich von den mittelalterlichen ab.

#### Chorgestühl
Das Chorgestühl wurde zwischen 1522 und 1525 vom Schreinermeister Jacob Ruess aus Schaffhausen und seinem Gesellen Heini Seewagen angefertigt. Die Vorlagen dazu hatte Niklaus Manuel gezeichnet, der wie Ruess den Renaissancestil bei der Reisläuferei in Italien kennengelernt hatte. Sie setzten erstmals im Münster den Rundbogenstil und die Renaissance-Ornamentik ein. Das Bildprogramm zeigt an den Rückwänden Brustbilder der Apostel (Nordseite) sowie der Propheten (Südseite). Auf den Aussenwangen des Chorgestühls werden biblische Szenen dargestellt, während die Figuren, welche die Sitze schmücken, Menschen aus dem täglichen Leben zeigen.

#### Kapellen
Bis zur Reformation waren die privat oder bruderschaftlich finanzierten Kapellen mit Schranken von den Seitenschiffen abgetrennt. Die Stifterfamilien, Gesellschaften und Bruderschaften hielten in ihren Kapellen private Messen und Gottesdienste ab. Die Kapellen waren mit Altären, Wappen, Glasmalereien und weiteren Kunstwerken ausgestattet.
Die zwölf Kapellen des Berner Münsters:
1. Gerwernkapelle (seit 1999 Haupteingang und Infostelle)
2. Schopfer-Kapelle (auch Michel-Kapelle)
3. Bulzinger-Kapelle (später Metzgern-Kapelle)
4. Krauchthal-Kapelle (später von-Erlach-Kapelle)
5. Bubenberg-Kapelle (heute auch Steiger-Kapelle)
6. Matter-Kapelle (auch von Roll-Kapelle)
7. Brüggler-Kapelle
8. Lombach-Kapelle (vor 1473 Portalhalle, bis 1500 Kapelle der Bruderschaft Unser Frauen Empfängnis)
9. Diesbach-Kapelle
10. Ringoltingen-Kapelle (auch Bonstetten-Kapelle)
11. Schütz-Kapelle (auch Obere-Kirchtür-Kapelle)
12. Erlach-Ligerz-Kapelle

#### Ehemaliger Allerseelenaltar
Im Jahr 1505 stiftete der Stadtschreiber Thüring Fricker (ca. 1429 bis 1519) im Münster einen Allerseelenaltar für die Armen Seelen der Stadt mit dem Bild einer Geistermesse, das heute im Kunstmuseum Bern steht.

#### Antiphonare

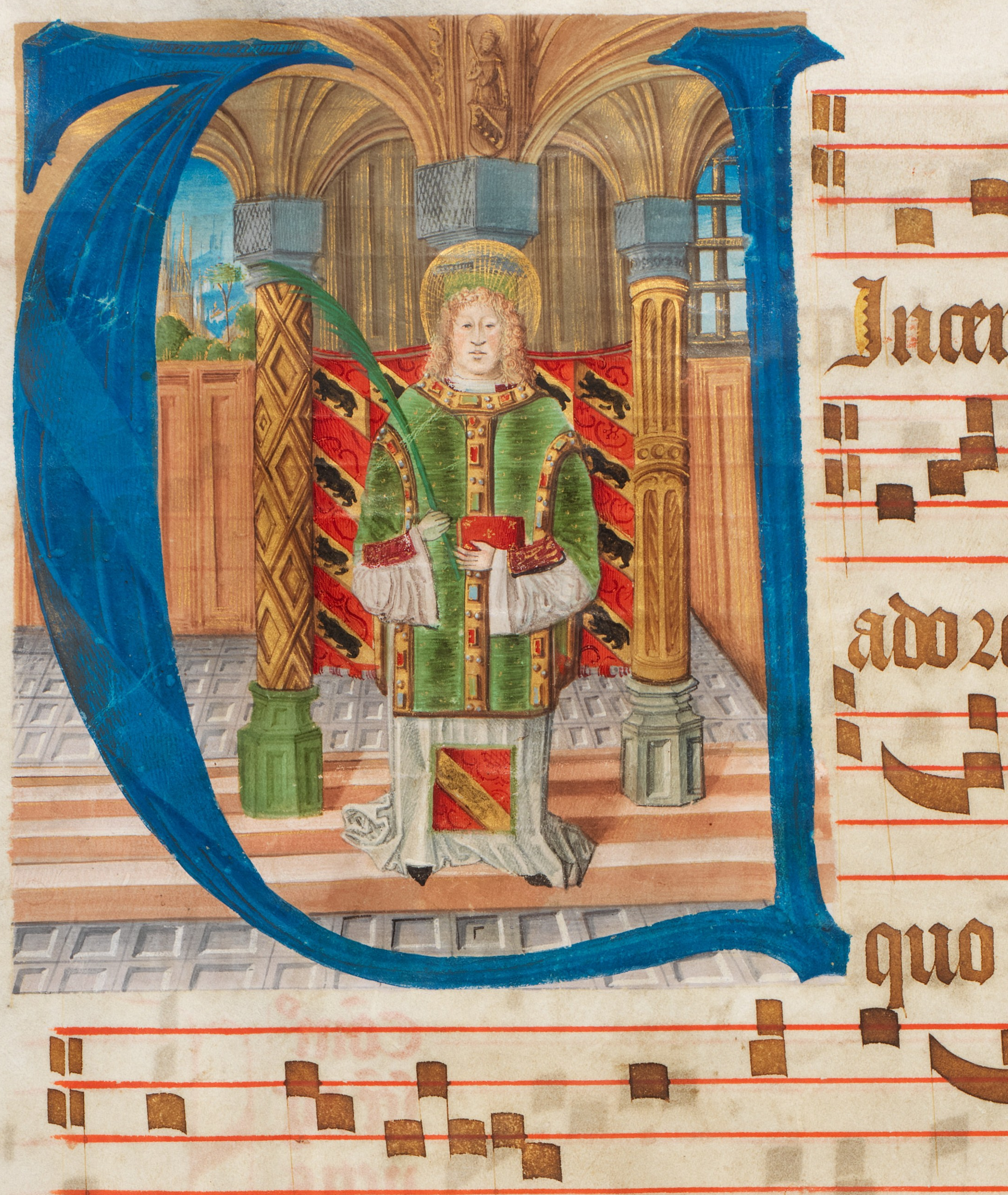
Initiale «V» («Vincentem mundum adoremus …») mit der Miniatur des heiligen Vinzenz in einem gotischen Gebäude mit Berner Wappen; Buchmalerei des Meisters des Breviers des Jost von Silenen, im Antiphonale Winterteil ehemals des Berner Münsters, Band 1, S. 557, heute in Estavayer-le-Lac, Pfarrei Saint-Laurent

Während der Zeit des Chorherrenstifts 1484 bis 1528 wurden prachtvolle, grossformatige Chorbücher nach dem Brauch der Kathedrale Lausanne hergestellt und für die tägliche Liturgie gebraucht. Es lassen sich zwei Schreiber mit Namen nachweisen, Meister Michel und Konrad Blochinger, sowie zwei namenlose Buchmaler, deren einer mit dem Notnamen Meister des Breviers des Jost von Silenen bezeichnet wird. Diese Antiphonare wurden nach der Reformation nach Estavayer (4 Bände) und Vevey (2 Bände) verbracht und sind heute dort aufbewahrt. Der Fund der zwei Bände in Vevey und der Nachweis ihrer Zugehörigkeit zu den Bänden in Estavayer gelang erst 1989, ebenso die Identifizierung des Schreibers und Buchmalers Konrad Blochinger.

#### Paramente
Zur mittelalterlichen Kirchenausstattung gehörten auch Textilien, vor allem Priestergewänder und Altartücher, die für die Feier der Gottesdienste notwendig waren, aber auch grosse, auswechselbare Behänge, die das Gotteshaus im Verlauf des Kirchenjahres immer wieder in neuem Gewand erscheinen liessen (Paramente). Aus flexiblem Material geschaffen, konnten diese Textilien leicht ausgewechselt und in der Sakristei aufbewahrt werden. Sie nahmen direkten Bezug auf die Feste des Kirchenjahres, wurden in Inventaren verzeichnet und stammten aus frommen Stiftungen, aber auch aus der Beute von Kriegen. Fahnen als Symbole der Staatsmacht waren vor Beginn eines Krieges geweiht worden; ihre Eroberung bezeugte gleichzeitig die Niederlage des Gegners und den Triumph des Siegers. So brachte man die bei den Schlachten in Grandson und Murten erbeuteten Fahnen nach Bern ins Münster, bevor sie dann nach Luzern zur Verteilung unter die beteiligten Stände kamen. Damals gelangten auch die burgundischen Wappenteppiche und der «Tausendblumenteppich» ins Münster und wurden, teils zerschnitten, aufgehängt und ausgestellt, und dies bis zur Reformation. Man war sich der Kostbarkeit dieser Tapisserien bewusst, und so konnten auch die Chorbehänge mit Darstellungen der alten Glaubensrichtung, die andernorts in den Wirren der Reformation untergegangen sind, die Zeiten überdauern (heutiger Aufbewahrungsort: Bernisches Historisches Museum).

### Orgeln

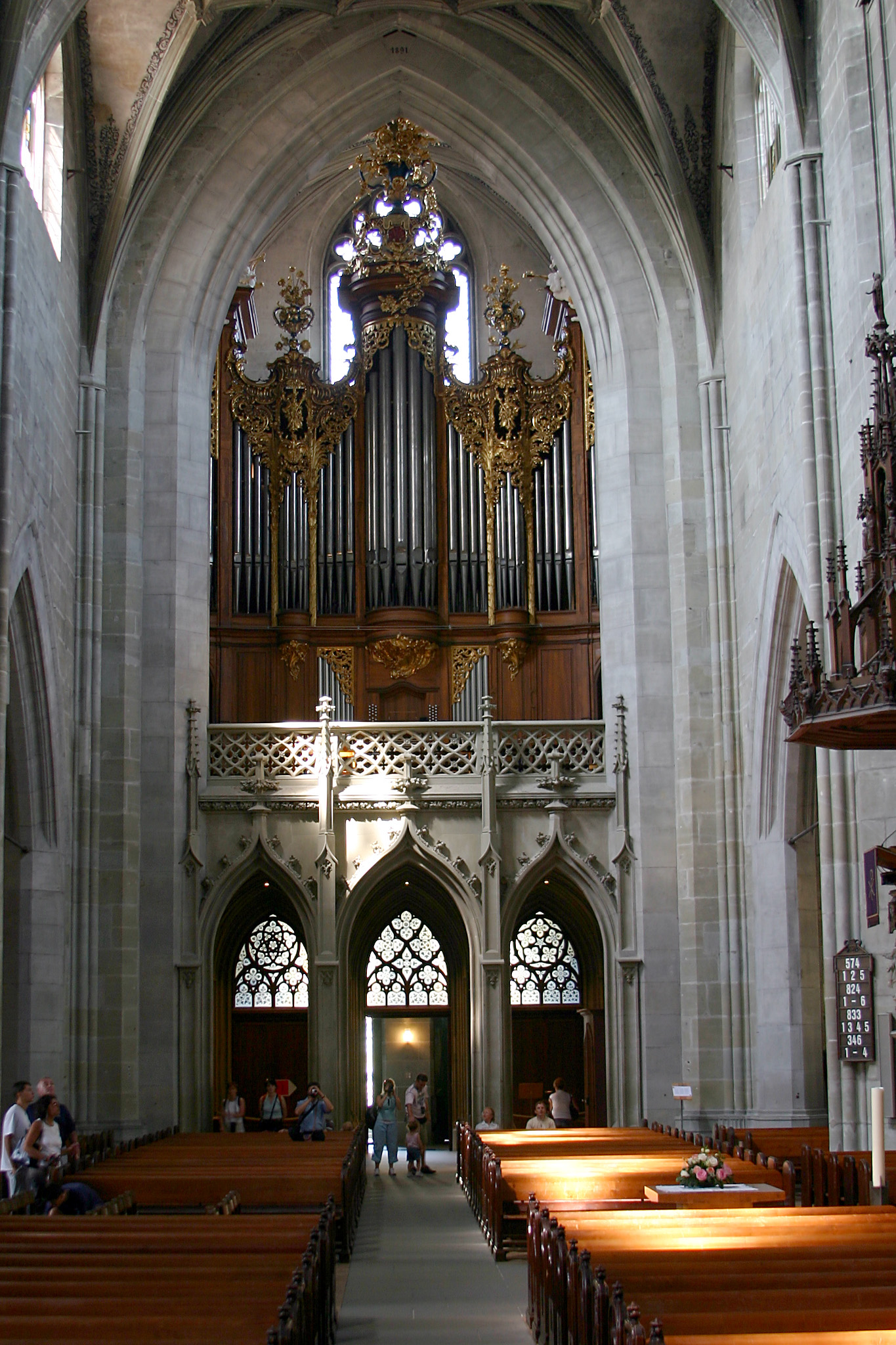
Grosse Orgel, Orgellettner

Bis zur Reformation gab es im Berner Münster zwei grosse und drei kleine Orgeln. Die beiden grossen Orgeln waren Schwalbennestorgeln. Sie hingen an der Nordwand des Mittelschiffs und des Chors. Ihre Standorte lassen sich heute noch anhand vermauerter Öffnungen in den Wänden erahnen. Im Zuge der Reformation wurden die Orgeln aus dem Münster entfernt. Nach der Anschauung von Zwingli hatten sie im Gottesdienst nichts zu suchen: «Die Orgel ist des Teufels Dudelsack, womit er den Ernst der Betrachtungen in Schlummer wiegt».
Heute gibt es im Berner Münster sechs Orgeln: Die grosse Hauptorgel auf der Westempore, die Schwalbennestorgel an der Südwand des Chores, eine grosse und eine kleine Forschungsorgel zur situativen Anpassung des Spielwindes, eine kleine Orgel in der ehemaligen Gerbernkapelle, sowie eine Continuo-Orgel.

#### Münsterorgel
Die grosse Münsterorgel wurde 1729 von Gottlieb Leuw aus Bremgarten erbaut. Das Instrument hatte ursprünglich 38 Register. Im Laufe der Zeit wurde die sogenannte Grosse Orgel mehrfach umgebaut und erweitert, so in den Jahren 1748 bis 1752 durch den Orgelbauer Victor Ferdinand Bossart auf 43 Register und in den Jahren 1845 bis 1849 durch Friedrich Haas auf 55 Register. Der geschnitzte Orgelprospekt stammt von Johann Jakob Langhans (Orgelfront) und Michael Langhans (Bekrönung um 1730) sowie von Johann August Nahl dem Älteren (Zierwerk, um 1750).
Das Orgelwerk von 1930 war ganz im Sinne der Orgelbewegung disponiert, allerdings aufgrund der Grösse der Orgel mit barockuntypischer elektropneumatischer Traktur ausgestattet.
1998/1999 errichtete Orgelbau Kuhn ein grossteils neues Orgelwerk mit Schleifladen und mechanischen Spieltrakturen hinter dem historischen Prospekt. Sie übernahm 23 vollständig erhaltene Register aus deren Vorgängerorgeln sowie drei weitere, teilweise vorhandene und komplettierte diese. Nun verfügt die Orgel über 71 klingende Register (über 5'400 Pfeifen) auf vier Manualwerken und Pedal und konnte am 30. Dezember 1999 geweiht werden. Es wurde auf eine ausgewogene Disposition, die neben den von der Orgelbewegung gehuldigten, hell klingenden Registern auch genügend romantische Stimmen für ein grundtönigeres Klangbild enthält, geachtet.
| I Brustwerk C–a3 |                 |       |
| 1.               | Principal       | 8′    |
| 2.               | Rohrflöte       | 8′    |
| 3.               | Viola di Gamba  | 8′    |
| 4.               | Octave          | 4′    |
| 5.               | Rohrflöte       | 4′    |
| 6.               | Octave          | 2′    |
| 7.               | Waldflöte       | 2′    |
| 8.               | Larigot         | 1 ⁄3′ |
| 9.               | Mixtur IV       | 1 ⁄3′ |
| 10.              | Sesquialtera II | 2 ⁄3′ |
| 11.              | Krummhorn       | 8′    |
|                  | Tremulant       |       |

| II Hauptwerk C–a3 |                  |       |
| 12.               | Principal        | 16′   |
| 13.               | Bourdon          | 16′   |
| 14.               | Octave           | 8′    |
| 15.               | Coppel           | 8′    |
| 16.               | Gambe            | 8′    |
| 17.               | Flute harmonique | 8′    |
| 18.               | Octave           | 4′    |
| 19.               | Hohlflöte        | 4′    |
| 20.               | Dulciana         | 4′    |
| 21.               | Quinte           | 2 ⁄3′ |
| 22.               | Superoctave      | 2′    |
| 23.               | Mixtur VI        | 2 ⁄3′ |
| 24.               | Cymbel IV        | 1′    |
| 25.               | Cornett V        | 8′    |
| 26.               | Bombarde         | 16′   |
| 27.               | Trompete         | 8′    |

| III Positiv (schwellbar) C–a3 |              |        |
| 28.                           | Principal    | 8′     |
| 29.                           | Coppel       | 8′     |
| 30.                           | Salicional   | 8′     |
| 31.                           | Octave       | 4′     |
| 32.                           | Gedacktflöte | 4′     |
| 33.                           | Nazard       | 2 ⁄3′  |
| 34.                           | Octave       | 2′     |
| 35.                           | Flöte        | 2′     |
| 36.                           | Terz         | 1 3⁄5′ |
| 37.                           | Mixtur IV    | 1′     |
| 38.                           | Trompete     | 8′     |
|                               | Tremulant    |        |

| IV Schwellwerk C–a3 |                 |        |
| 39.                 | Bourdon         | 16′    |
| 40.                 | Principal       | 8′     |
| 41.                 | Bourdon         | 8′     |
| 42.                 | Flöte           | 8′     |
| 43.                 | Salicional      | 8′     |
| 44.                 | Voix celeste    | 8′     |
| 45.                 | Octave          | 4′     |
| 46.                 | Spitzflöte      | 4′     |
| 47.                 | Nachthorn       | 4′     |
| 48.                 | Quinte          | 2 ⁄3′  |
| 49.                 | Octave          | 2′     |
| 50.                 | Flageolet       | 2′     |
| 51.                 | Terz            | 1 3⁄5′ |
| 52.                 | Fourniture V    | 2′     |
| 53.                 | Basson          | 16′    |
| 54.                 | Trompette harm. | 8′     |
| 55.                 | Basson-Hautbois | 8′     |
| 56.                 | Voix humaine    | 8′     |
| 57.                 | Clairon         | 4′     |
|                     | Tremulant       |        |

| Pedal C–g1 |               |     |
| 58.        | Principalbass | 32′ |
| 59.        | Principal     | 16′ |
| 60.        | Subbass       | 16′ |
| 61.        | Zartbass      | 16′ |
| 62.        | Octavbass     | 8′  |
| 63.        | Violoncello   | 8′  |
| 64.        | Octave        | 4′  |
| 65.        | Octave        | 2′  |
| 66.        | Mixtur V      | 4′  |
| 67.        | Kontraposaune | 32′ |
| 68.        | Posaune       | 16′ |
| 69.        | Fagott        | 16′ |
| 70.        | Trompete      | 8′  |
| 71.        | Clairon       | 4′  |

- Koppeln: I/II, III/II, IV/II, (auch als Suboktavkoppel) IV/III, I/P, II/P, III/P, IV/P
- Spielhilfen: Setzeranlage mit 4× 256 Kombinationen
- Stimmtonhöhe a1 = 440 Hz
- Winddrücke zwischen 65 mm WS (Positiv) und 100 mm WS (Zungenstimmen des Pedals)[21]

#### Schwalbennest-Orgel

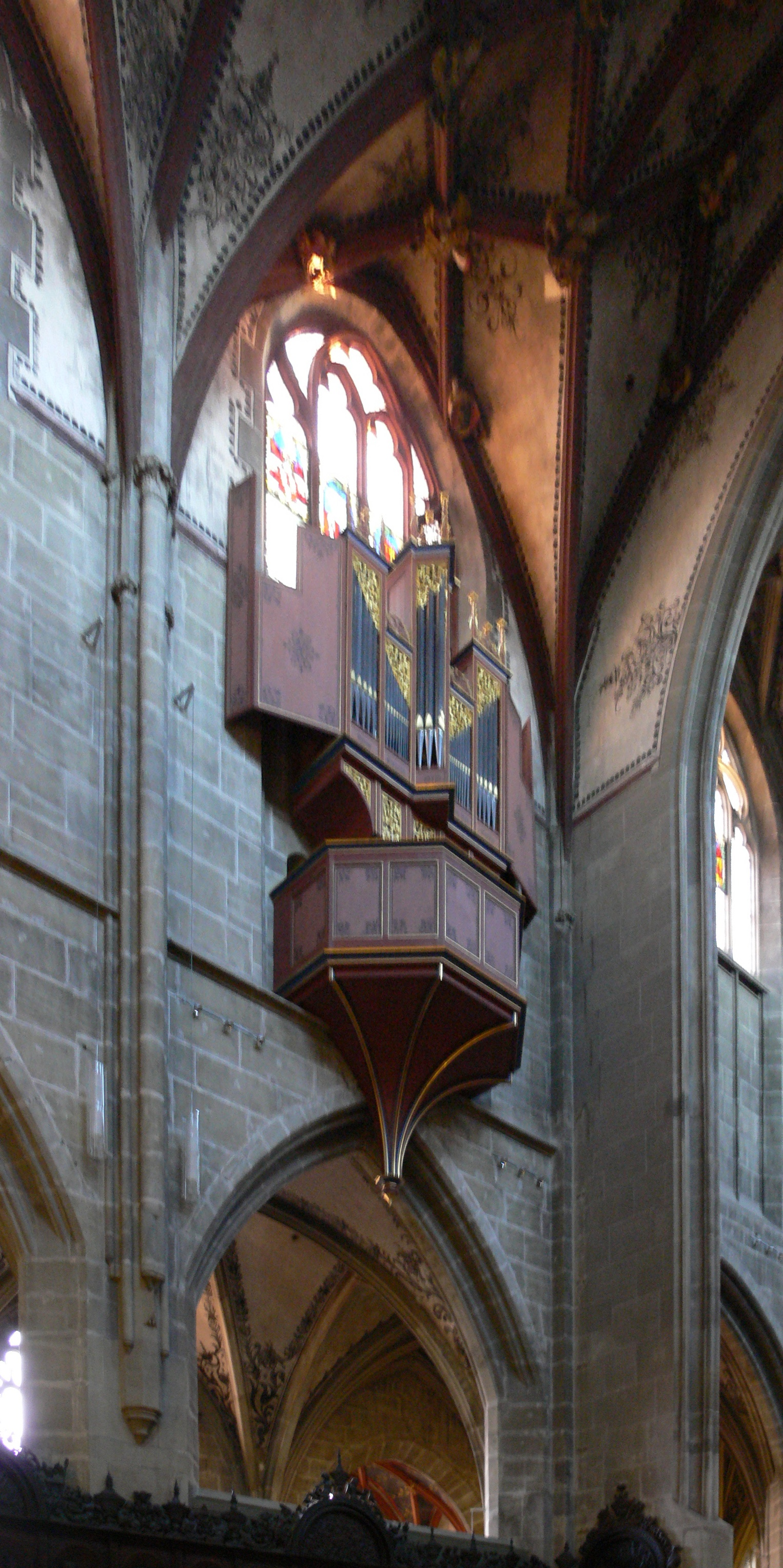
Schwalbennest-Orgel

Im Jahr 1982 wurde an der Südwand des Chors von Metzler Orgelbau eine neue Schwalbennestorgel eingebaut. An dieser Stelle hatte sich um das Jahr 1450 die erste Münsterorgel befunden; der Zugang ist im Mauerwerk noch sichtbar. Die heutige Schwalbennestorgel ist in Grösse, Gestalt und zahlreichen Einzelheiten der ersten nachempfunden. Das Instrument hat 14 Register auf zwei Manualwerken und Pedal. Die Spiel- und Registertrakturen sind mechanisch. Das Instrument ist modifiziert mitteltönig gestimmt (Stimmtonhöhe 440 Hz)
| I Hauptwerk CD–d3 |        |
| Praestant         | 8′     |
| Hohlflöte         | 8′     |
| Octave            | 4′     |
| Quinte            | 2 ⁄3'  |
| Superoctave       | 2′     |
| Terz              | 1 3⁄5' |
| Mixtur IV–VI      | 1 ⁄3'  |

| II Brustwerk CD–d3 |       |
| Gedackt            | 8′    |
| Rohrflöte          | 4′    |
| Waldflöte          | 2′    |
| Quinte             | 1 ⁄3' |
| Regal              | 8′    |

| Pedal CD–d1 |     |
| Subbass     | 16′ |
| Trompete    | 8′  |

- Koppeln: I/P, II/P
- Spielhilfe: Tremulant

### Turm
Der Bau des Turms wurde 1521 auf der Höhe des untern Achtecks (knapp 61 Meter) unterbrochen und erst von 1889 bis 1893 zur endgültigen Höhe von gut 100 Metern vollendet, was ihn zum höchsten Kirchturm der Schweiz macht. Dabei wurde nicht der Berner Sandstein, sondern der verwitterungsbeständigere Obernkirchener Sandstein aus Niedersachsen in Deutschland verwendet.
222 steinerne Stufen führen spiralförmig zur ersten Turmgalerie in 46 Meter Höhe. Weitere 90 Stufen führen zur zweiten Galerie auf 64 Meter empor, die dem Publikum ebenfalls zugänglich ist.
Am untern Achteck (Oktagon) der ersten Turmgalerie befinden sich die Skulpturen jener Personen, die den Turmbau zur Vollendung gebracht haben:

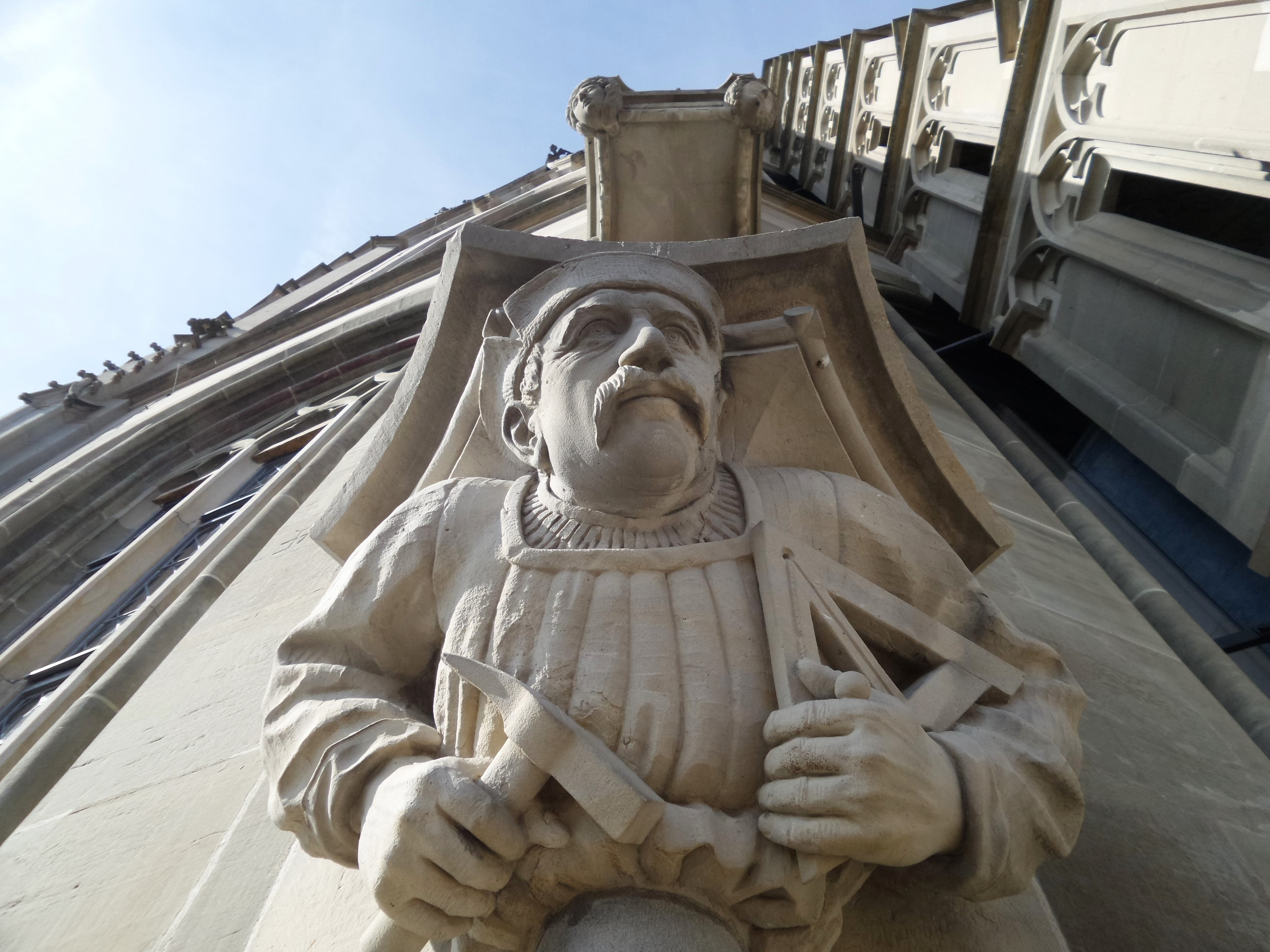
Benedicht Wirz, Bauhüttenchef, Steinbildhauer, Attribut: Maurerhammer, Winkeldreieck
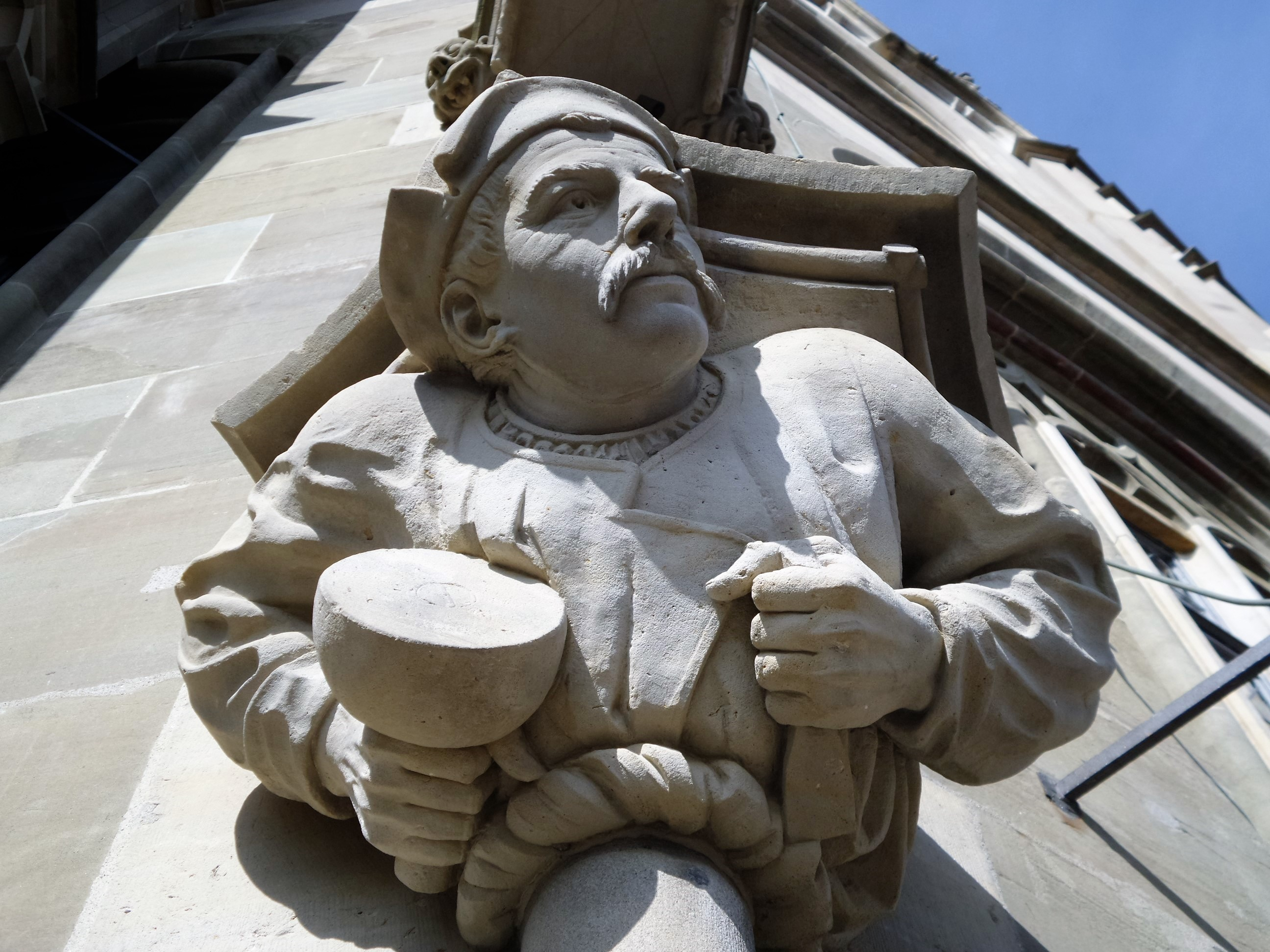
Georg Salcher, Maurerpolier Attribut: Knüpfel und Meissel
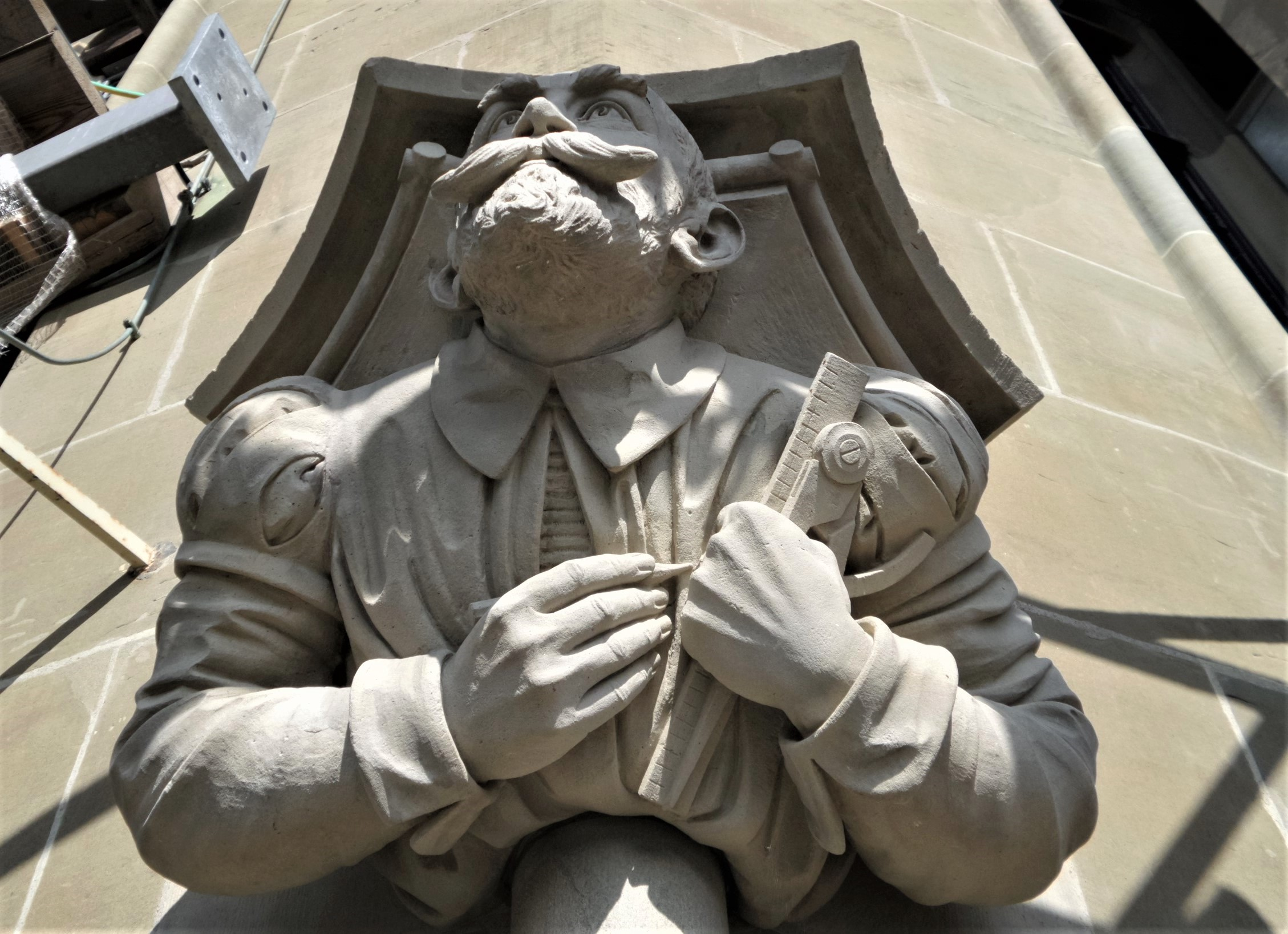
August Albert Müller, Münsterarchitekt, Attribut: Lineal, Zirkel, Bleistift
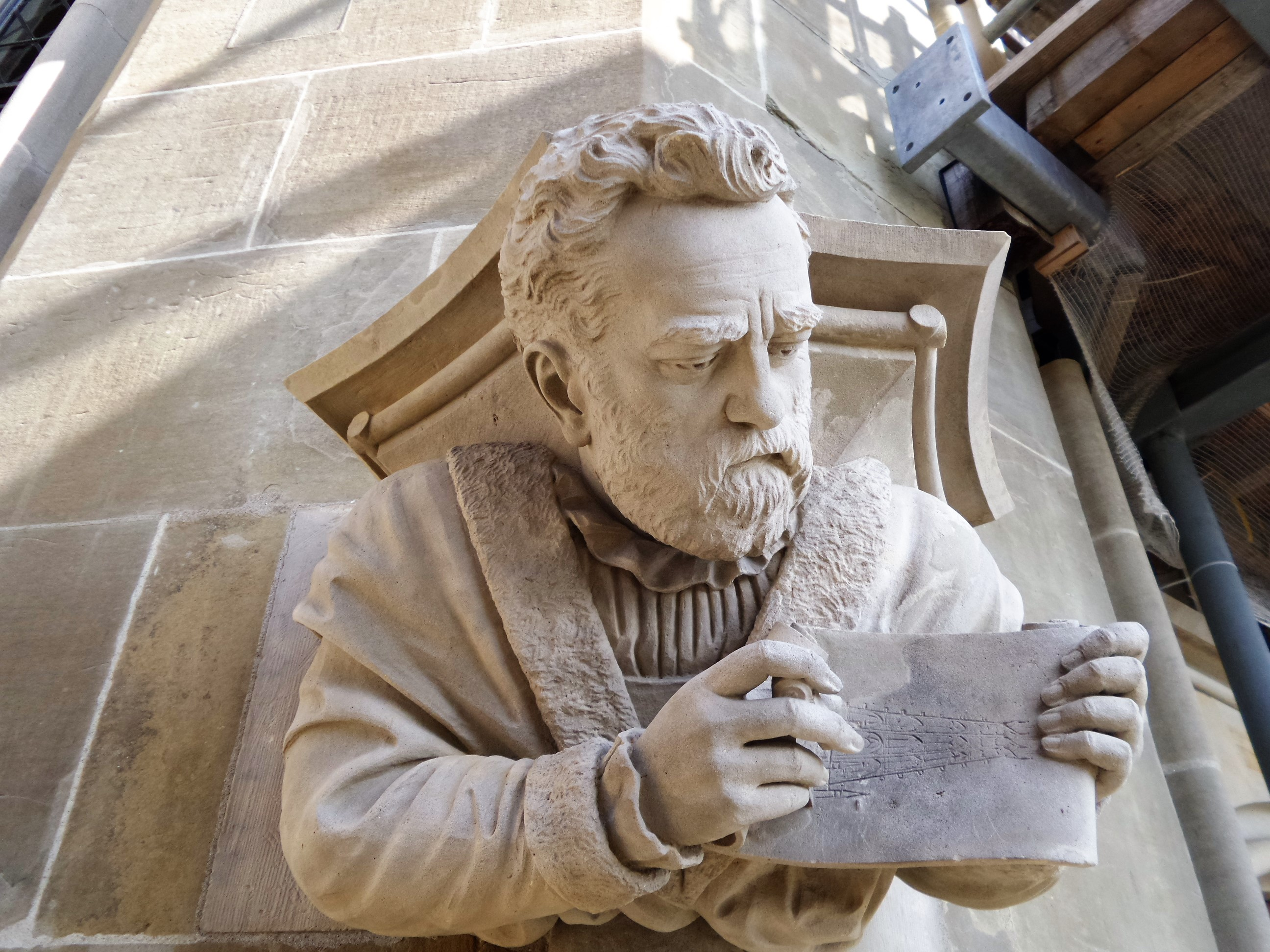
August Beyer, Entwerfer der Turmspitze, Attribut: Zeichnung, Skizze

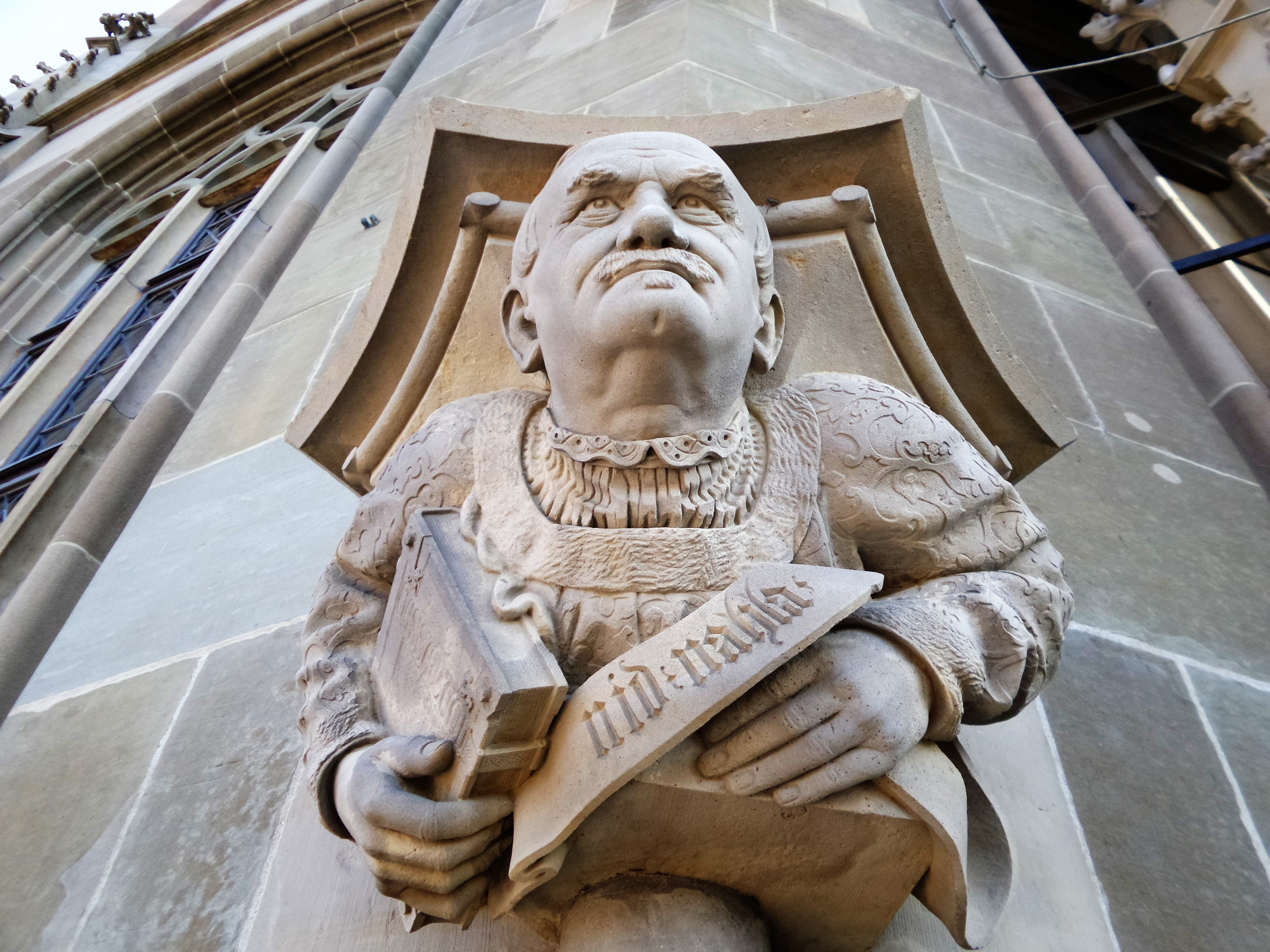
Karl Howald, Münsterbaukassier, Attribut: Schriftzug «nid nahla»
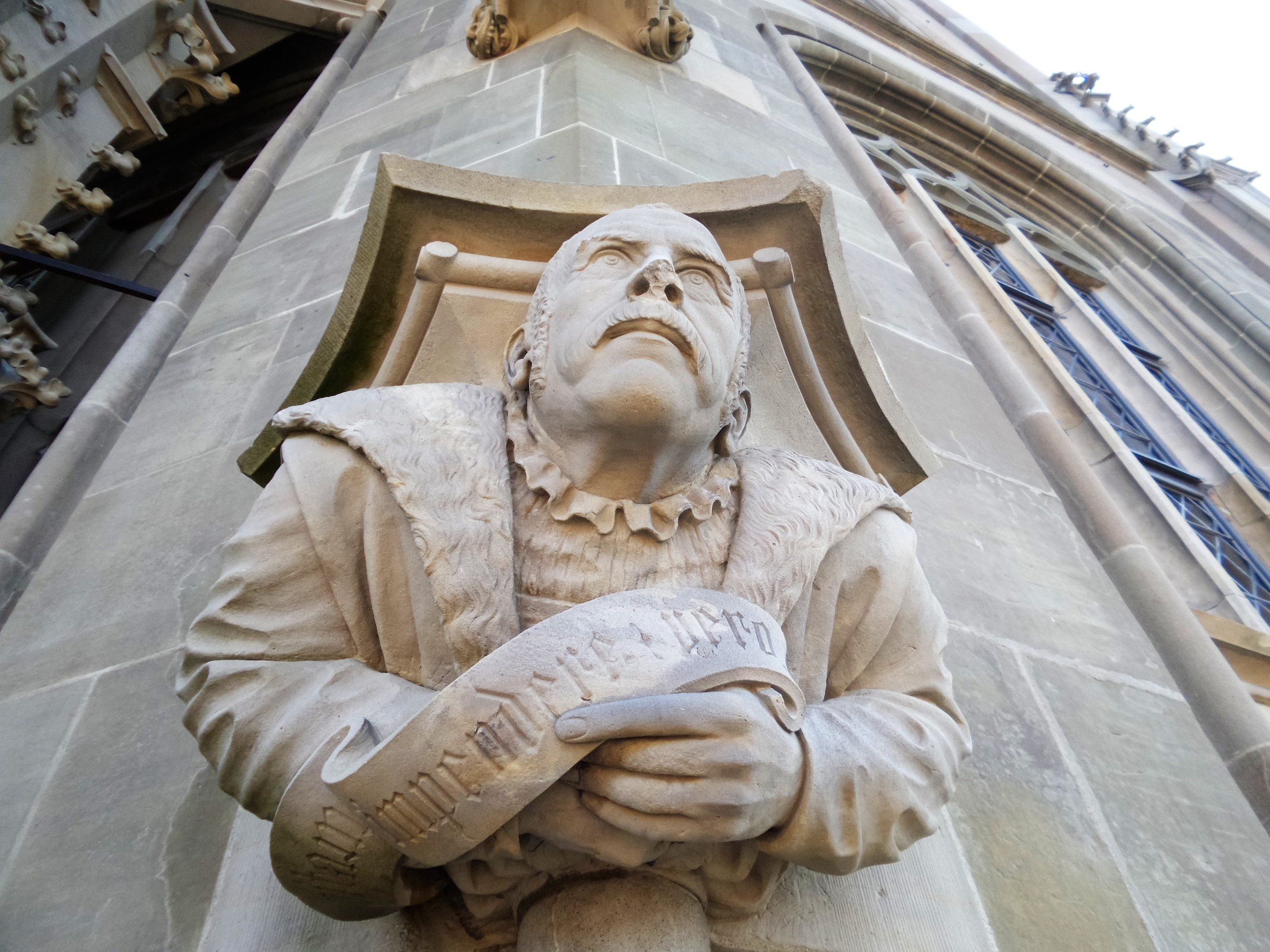
Albert Zeerleder, Präsident des Münsterbauvereins, Kirchmeier, Attribut: Schriftzug
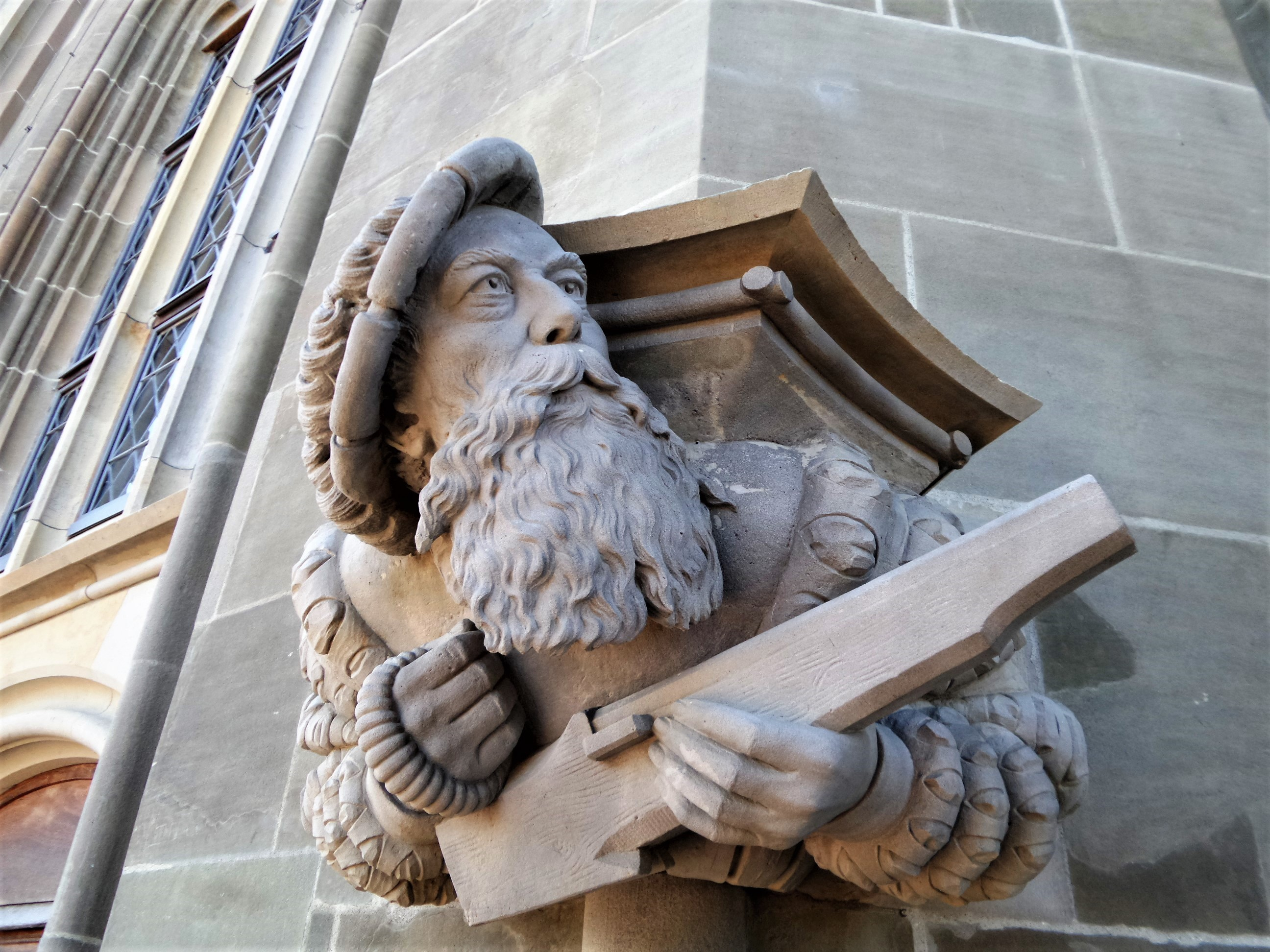
Emil Probst, Baudirektor der Stadt Bern, Attribut: Lehre (Werkzeug)
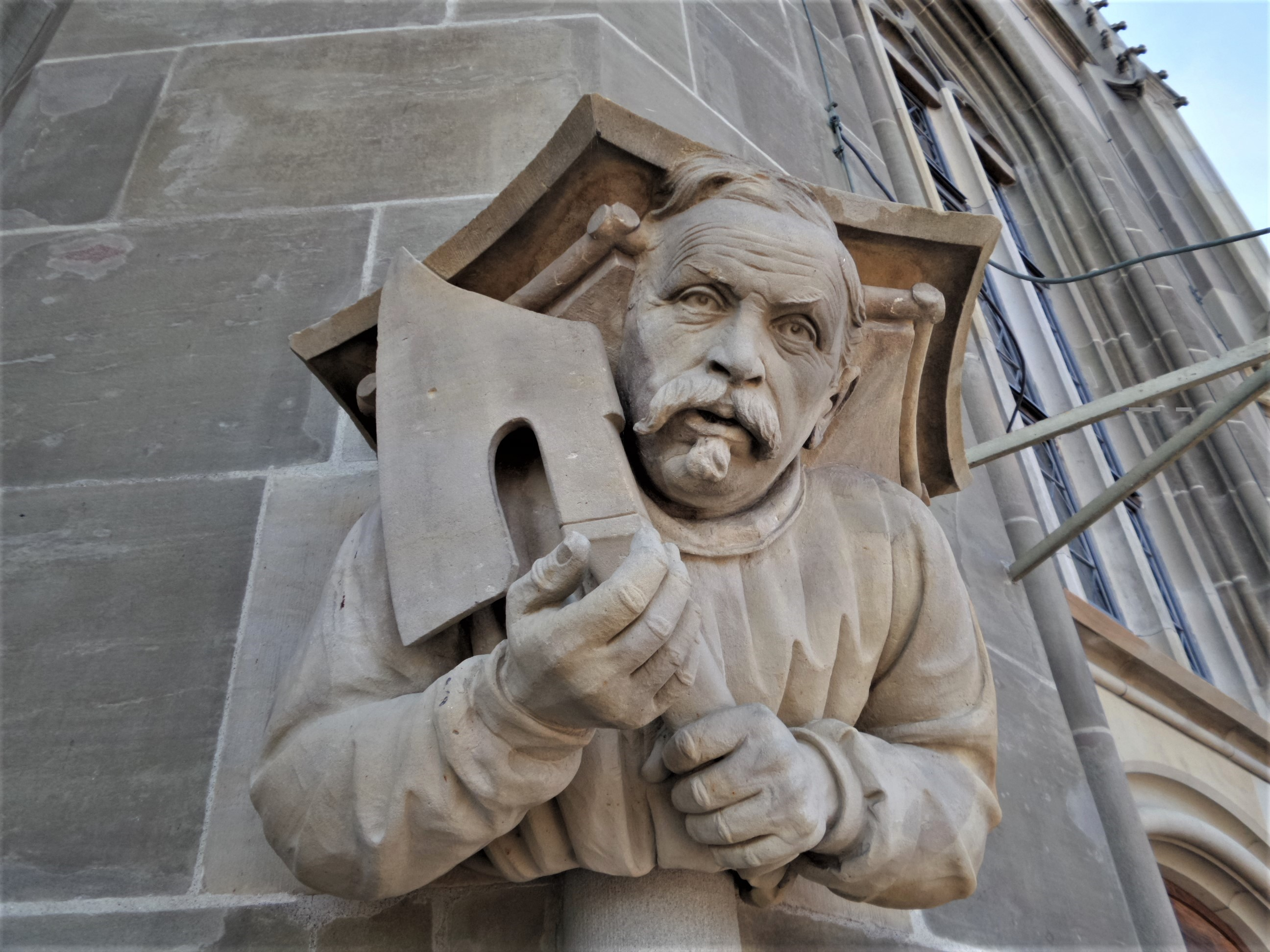
Friedrich Stramm, Zimmermann, Attribut: Zimmermannsaxt

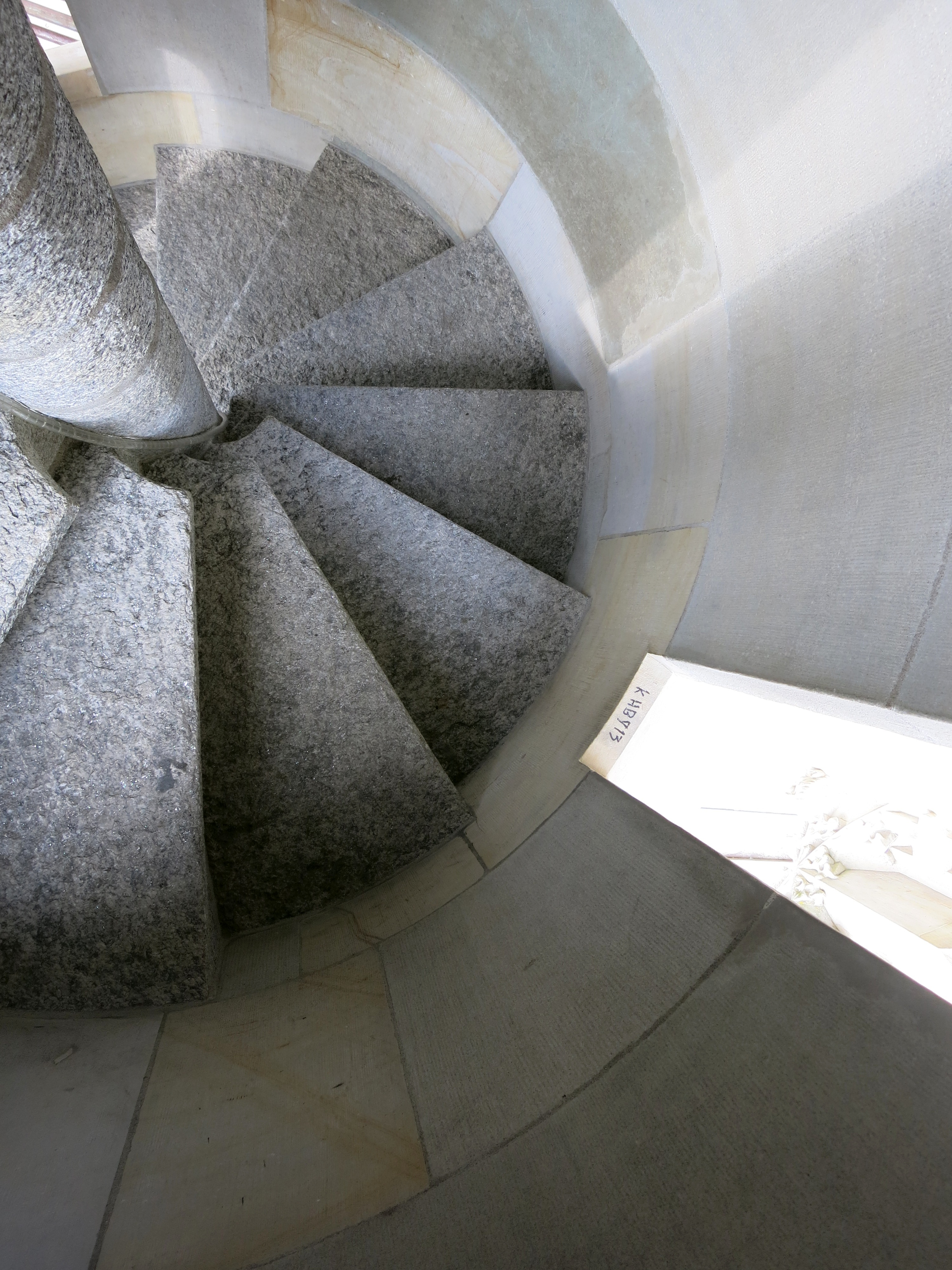
Treppen
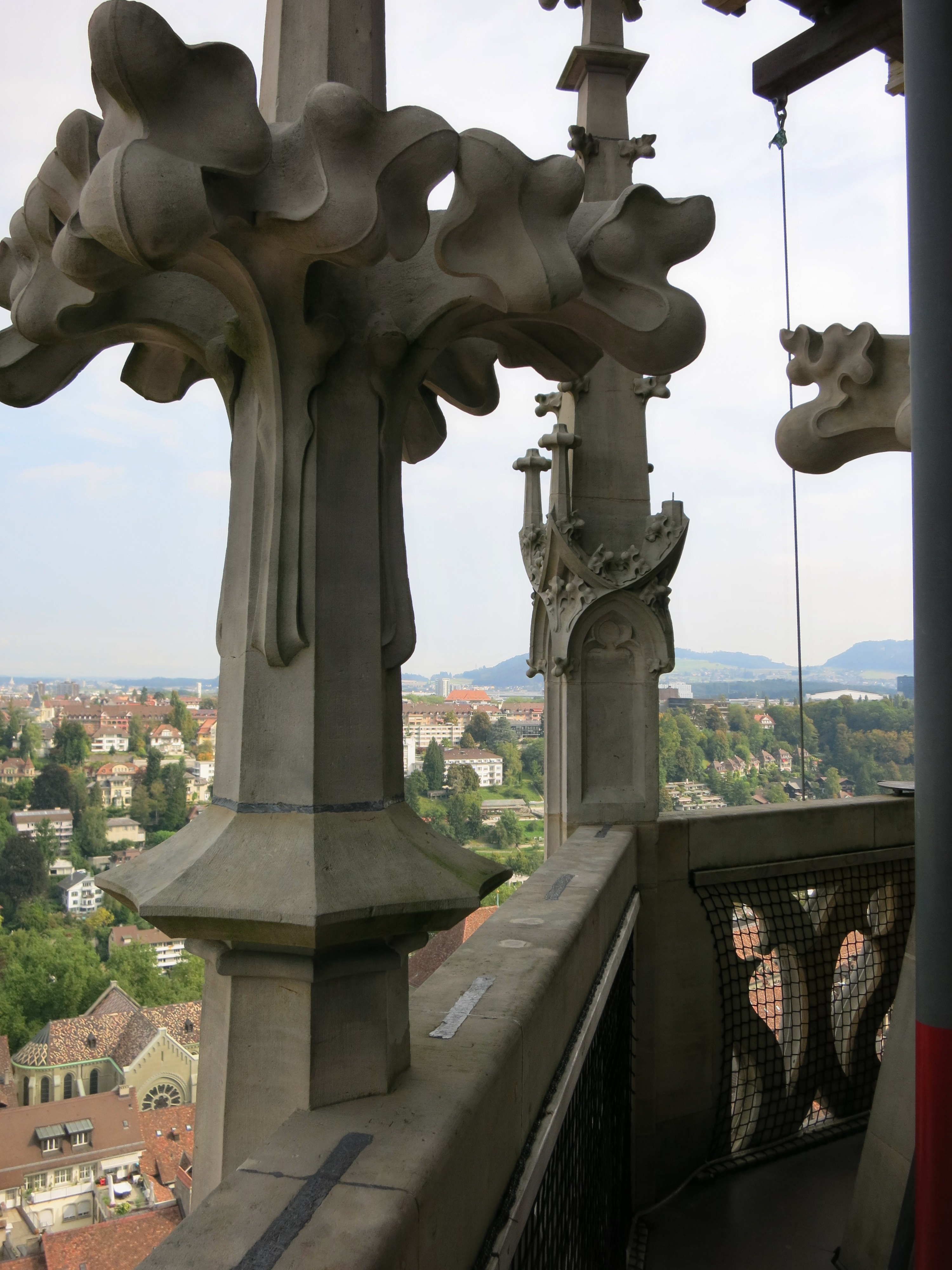
Obere Aussichtsplattform

Ein Turmwächter hatte bis weit ins 20. Jahrhundert hinein die Aufgabe, Brände und bis im 18. Jahrhundert auch als Alarmzeichen benutzte «Chutzenfeuer» zu melden. Ein Turmwart bzw. Wächter wohnte 1798 bis 2007 im Turm; die Wohnung auf 46 m Höhe besteht noch heute. Hier wohnt auch die bei Kindern beliebte Maus Jimmy Flitz. Die ehemalige Wohnung der Turmwartin und der Galerieraum wurden 2016 renoviert und werden für kulturelle Anlässe vermietet (Stand 2017). Da der Turm in der Anflugschneise des Flughafens Bern-Belp steht, und eine Anbringung eines roten Warnlichtes aus denkmalschützerischen Gründen zuvor verwehrt worden war, musste die Beleuchtung aus Sicherheitsgründen nachts eingeschaltet bleiben, als die Stadt öffentliche Beleuchtungen im Zuge der globalen Energiekrise ab September 2022 abschalten wollte.

### Glocken
Die neun Münsterglocken sind über zwei Geschosse verteilt und stellen das zweittontiefste Geläut der Schweiz, nach dem der Stiftskirche St. Gallen, dar.
Die drei Zeichenglöcklein hängen auf beide Glockenstühle verteilt, die beiden Feuerglocken sind in den Kellerräumen zwischengelagert. Die Glocken 2, 3, 4 und 5 haben neue Klöppel erhalten.
Die Grosse Glocke, in Bronze gegossen 1611 von Abraham Zender in Bern, ist die grösste Glocke der Schweiz. Mit einem Gewicht von 9,9 Tonnen ist sie auch die schwerste Glocke des Landes und die schwerste historische Glocke einer evangelischen Kirche weltweit. Sie ersetzte zwei gesprungene Vorgängerinnen der Jahre 1506 und 1516. Ihre Verzierung zeigt Motive der Renaissance – Wappen, tanzende Bären und Masken mit herausgestreckten Zungen. Die lateinische Inschrift zeugt von den Konflikten der Reformation in der Schweiz und lautet übersetzt:
«Einst diente ich nichtigen Götterkulten, wie dies blinder Aberglaube bestimmte. Nun aber heissen mich wahrer Glaube, Frömmigkeit und Religion dienen, Christus, Deiner Ehre allein.»
Der Klang der Armesünderglocke begleitete bis 1861 die Verurteilten zur Richtstätte auf dem Galgenfeld. Sie wurde erst 2002 wieder in regelmässige Geläute aufgenommen und erklingt im Abendläuten des bürgerlichen Geläuts als Einzelglocke.
| Nr. | Name                    | Gussjahr  | Giesser                                        | Durch- messer | Masse   | Schlagton (HT-1/16) | Glocken- stuhl |
| --- | ----------------------- | --------- | ---------------------------------------------- | ------------- | ------- | ------------------- | -------------- |
| 1   | Grosse Glocke           | 1611      | Abraham Zender & Peter Füssli                  | 2470 mm       | 9940 kg | e0 +3               | unten, Mitte   |
| 2   | Mittagsglocke           | 1583      | Franz Sermund                                  | 2120 mm       | 6395 kg | gis0 ±0             | oben, Mitte    |
| 3   | Predigtglocke           | 1883      | Gebr. Rüetschi                                 | 1682 mm       | 3322 kg | h0 +0,5             | oben, Nord     |
| 4   | Armesünderglocke        | 1734      | Samuel Steimer, Emanuel Zender & Johannes Rihs | 1510 mm       | 2300 kg | cis1 +4             | unten, Süd     |
| 5   | Betglocke               | 1883      | Gebr. Rüetschi                                 | 1265 mm       | 1428 kg | e1 +3               | oben, Südwest  |
| 6   | Hugo- oder Silberglocke | 14. Jh.   | unbekannt                                      | 1060 mm       | 770 kg  | gis1 −2             | oben, Südost   |
| 7   | Burgerglocke            | 1403      | Nikolaus & Johannes Kupferschmied              | 1725 mm       | 3850 kg | cis1 +7             | unten, Nord    |
| I   | östliche Feuerglocke    | 1503      | (Hans Zender)                                  | 620 mm        | 275 kg  | fis2 −5             | –              |
| II  | westliche Feuerglocke   | 13. Jh.   | unbekannt                                      | 666 mm        | 286 kg  | g2 −10              | –              |
| III | 1. Zeichenglöcklein     | 1821      | Emanuel Meley                                  | 238 mm        | 9 kg    | gis3                | unten, Nord    |
| IV  | 2. Zeichenglöcklein     | unbekannt | unbekannt                                      | 192 mm        |         | um h3               | oben, Nord     |
| V   | 3. Zeichenglöcklein     | 1780      | unbekannt                                      | 147 mm        |         | um dis4             | oben, Süd      |

- Bürgerliches Geläut

- Betläuten: Montag–Samstag, 11:00–11:05 Uhr, Betglocke
- Mittagsläuten: täglich, 12:00–12:05 Uhr, Mittagsglocke
- Betläuten: Montag–Samstag, 15:00–15:05 Uhr, Betglocke
- Abendläuten: Sonntag–Freitag, 19:00–19:05 Uhr (Winter)/20:00–20:05 Uhr (Sommer), Armesünderglocke

- Vespergeläut: Samstag, 17:15–17:30 Uhr, Glocken 6, 5, 4, 3 (gis1, e1, cis1, h0)
- Einläuten

- Sonntageinläuten: Samstag, 19:00–19:15 Uhr (Winter)/20:00–20:15 Uhr (Sommer), Glocken 4, 3, 2, 1 (cis1, h0, gis0, e0)
- Feiertageinläuten: Vortag, 15:00–15:15 Uhr, Glocken 6, 5, 7, 3, 2, 1 (gis1, e1, cis1, h0, gis0, e0 = Feiertagsgeläut mit Burgerglocke)
- Bettag: Vortag, 18:15–18:30 Uhr, Glocken 5, 3, 2, 1 (e1, h0, gis0, e0)

- Hauptgottesdienst

- 1. Zeichen

- Sonntag: 09:00–09:05 Uhr, Glocken 4, 3 (cis1, h0 = Zeichenläuten mit Armesünderglocke)
- Feiertag: 09:00–09:05 Uhr, Glocken 7, 3 (cis1, h0 = Zeichenläuten mit Burgerglocke)

- 2. Zeichen

- Sonntag: 09:30–09:35 Uhr, Mittagsglocke
- Feiertag: 09:30–09:35 Uhr, Grosse Glocke

- Zusammenläuten

- Sonntag: 09:45–10:00 Uhr, Glocken 6, 5, 4, 3, 2, 1 (gis1, e1, cis1, h0, gis0, e0 = Sonntagsgeläut mit Armesünderglocke)
- Feiertag: 09:45–10:00 Uhr, Glocken 6, 5, 7, 3, 2, 1 (gis1, e1, cis1, h0, gis0, e0 = Feiertagsgeläut mit Burgerglocke)
- 1. Advent: 09:45–10:00 Uhr, Glocken 6, 5, 7, 4, 3, 2, 1 (gis1, e1, cis1, cis1, h0, gis0, e0 = alle Glocken zum Wechsel des Kirchenjahres)
- Ewigkeitssonntag: 09:45–10:00 Uhr, Glocken 6, 5, 2, 1 (gis1, e1, gis0, e0)

- Gründonnerstag: 19:45–20:00 Uhr, Glocken 5, 7, 2, 1 (e1, cis1, gis0, e0)
- Osternachtfeier: 21:45–22:00 Uhr, Glocken 6, 5, 7, 3, 2, 1 (gis1, e1, cis1, h0, gis0, e0 = Feiertagsgeläut mit Burgerglocke)
- Christnachtfeier: 22:45–23:00 Uhr, Glocken 6, 5, 7, 3, 2, 1 (gis1, e1, cis1, h0, gis0, e0 = Feiertagsgeläut mit Burgerglocke)
- Trauung: 15 Minuten, Glocken 6, 5, 3, 2 (gis1, e1, h0, gis0 = E-Dur)
- Trauerfeier: 15 Minuten, Glocken 6, 5, 4, 2 (gis1, e1, cis1, gis0 = cis-Moll)
- Jahreswechsel/Neujahr

- Jahresschlussgottesdienst: 22:15–22:30 Uhr, Glocken 6, 7, 3, 1 (gis1, cis1, h0, e0)
- Altjahr ausläuten: 23:45–23:59 Uhr, Glocken 3, 2, 1 (h0, gis0, e0)
- Mitternacht: zwölf Schläge, Burgerglocke
- Neujahr einläuten: 00:01–00:15 Uhr, Glocken 6, 5, 7, 3, 2, 1 (gis1, e1, cis1, h0, gis0, e0 = Feiertagsgeläut mit Burgerglocke)
- Neujahrsgeläut: 16:00–16:15 Uhr, wechselnde Glockenkombinationen nach Partitur

- Beginn der Grossratssession: 13:25–13:30 Uhr, Burgerglocke

### Hauptmasse
- Gesamtlänge: 86,72 m
- Gesamtbreite: 37,55 m
- Gewölbehöhe: 20,70 m
- Turmhöhe Viereck: 46,00 m
- Turmhöhe gesamt: 100,60 m

## Trägerschaft
Kein Gebäude im Kanton Bern erfährt dermassen viel Zuwendung wie das zwischen 1421 und 1590 gebaute Berner Münster. Allein 16 Fachleute der Münsterbauhütte stellen derzeit den Unterhalt der Sandsteinfassade sicher. Darin sind die Dächer von Mittel- und Seitenschiffen sowie Glasscheiben, Glocken und weitere Inneneinrichtungen nicht eingeschlossen.
Seit 1881 werden die Arbeiten finanziell durch die Einwohnergemeinde Bern, die Burgergemeinde Bern und die reformierte Gesamtkirchgemeinde Bern getragen, die sich zum Münsterbauverein, heute Berner Münster-Stiftung, zusammenfanden. Schon damals wurden die Zuständigkeiten vertraglich genau festgehalten: Während die Münster-Stiftung die Fassade unterhält, sorgt die Kirchgemeinde für die Instandstellung des Innern und der Glasmalereien. Die Stadt ihrerseits ist für den Unterhalt der Dächer zuständig. Die Stiftung erhält einen jährlichen Beitrag aus dem Lotteriefonds des Kantons Bern sowie Zuwendungen des Bundes.

## Galerie

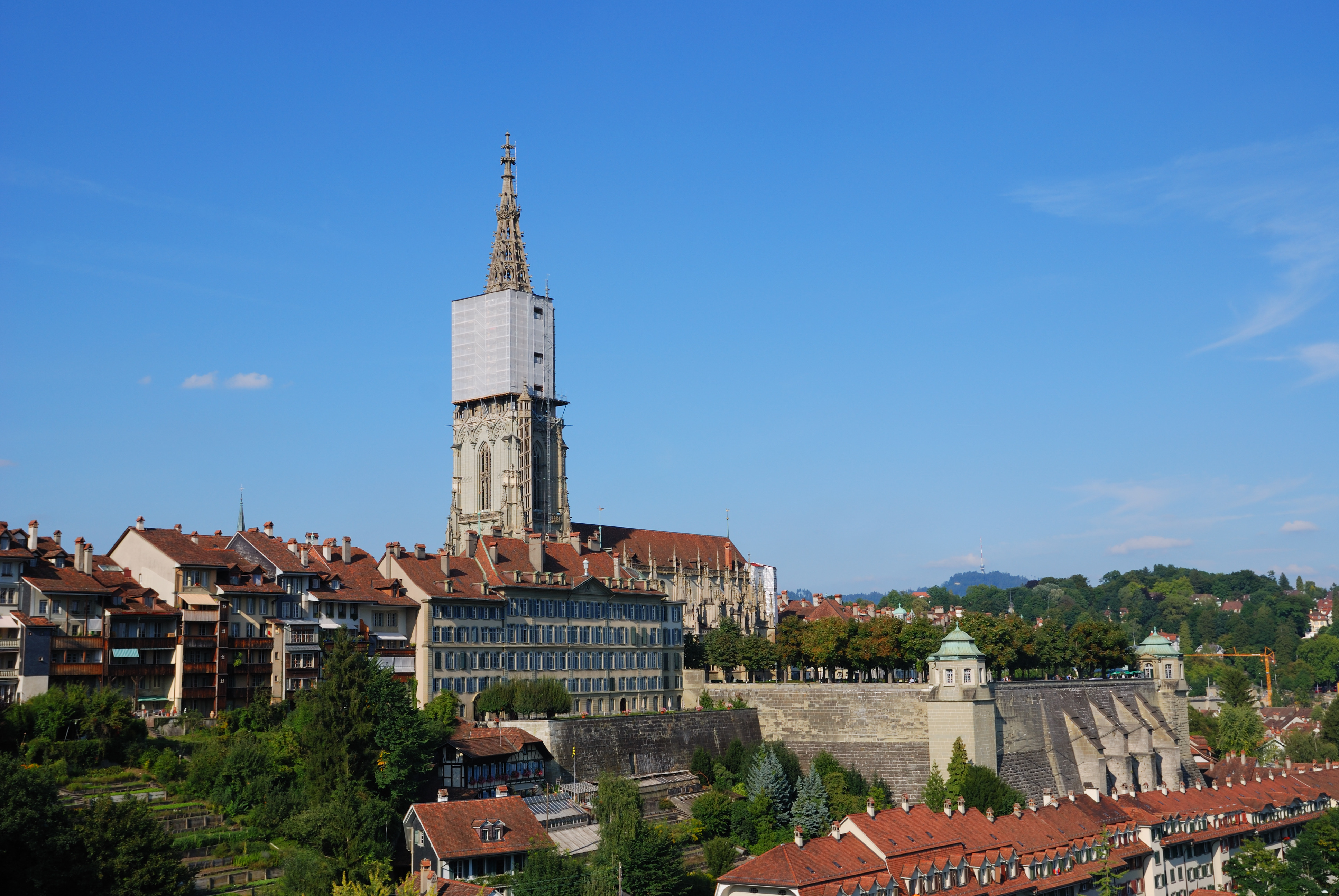
Berner Münster von der Kirchenfeldbrücke aus gesehen
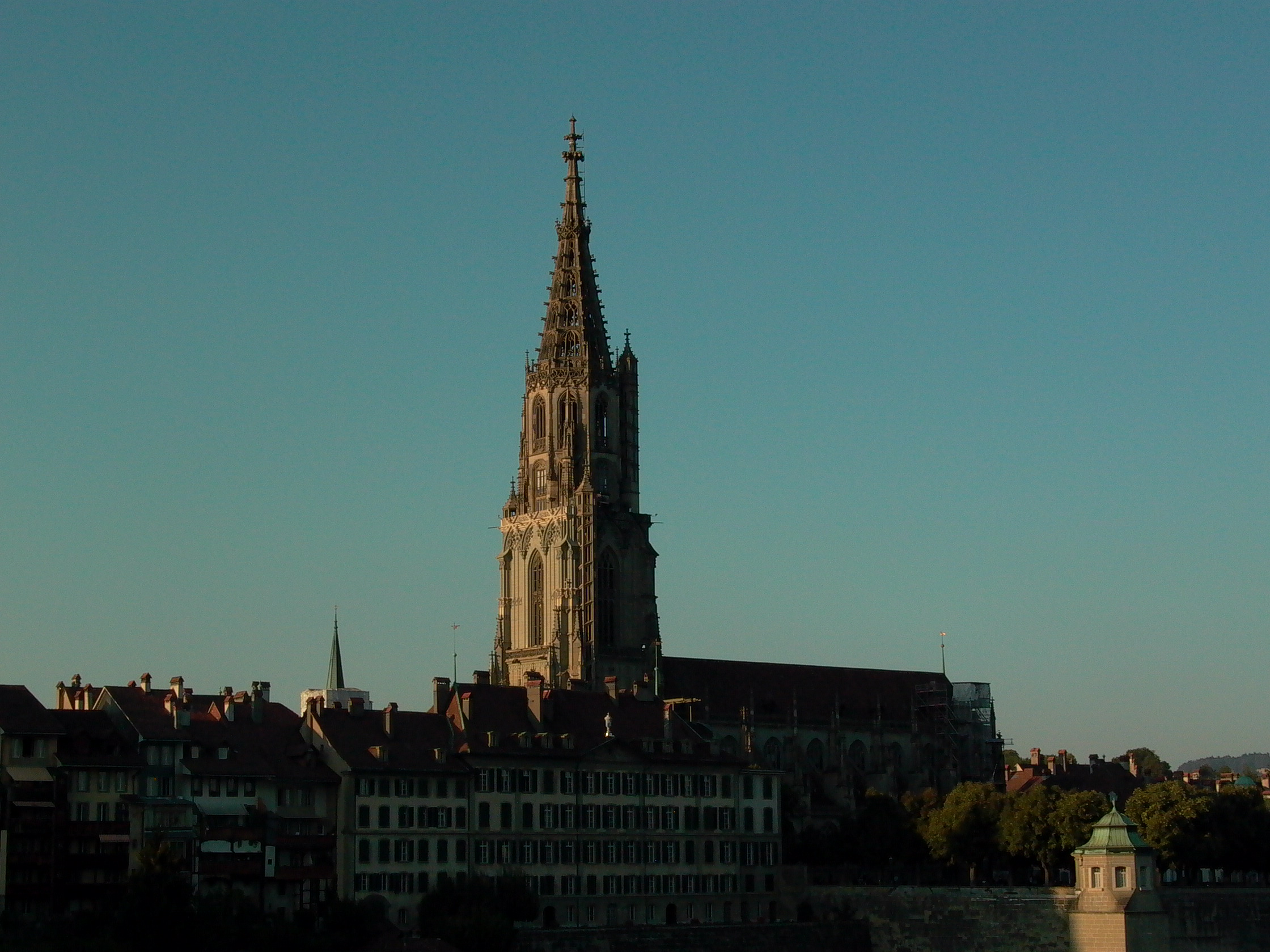
Berner Münster im Abendlicht
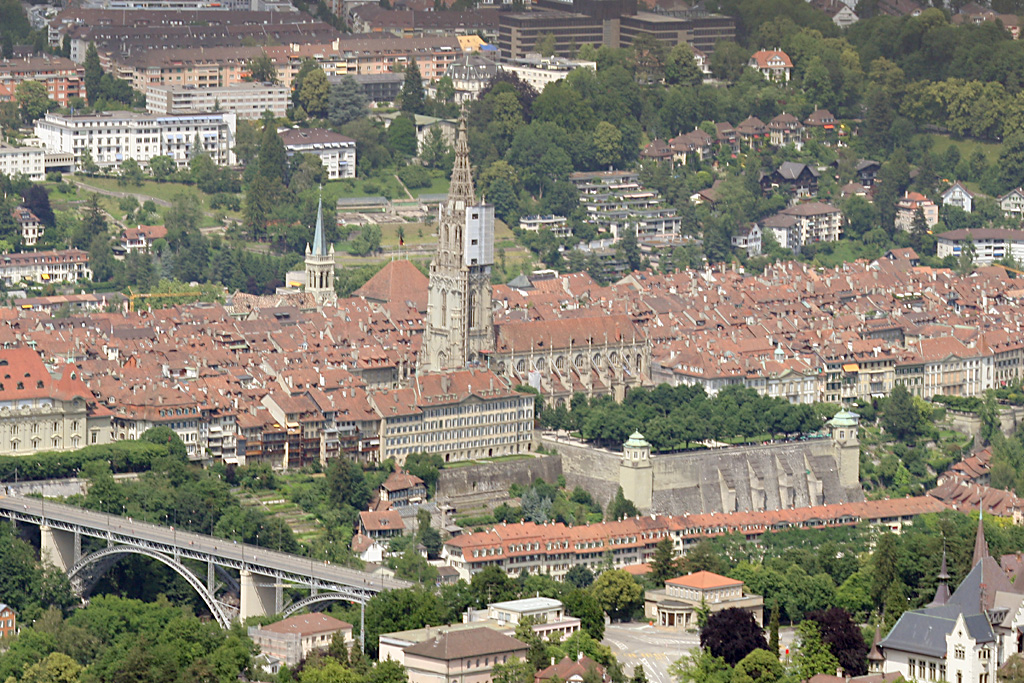
Luftaufnahme vom Münster
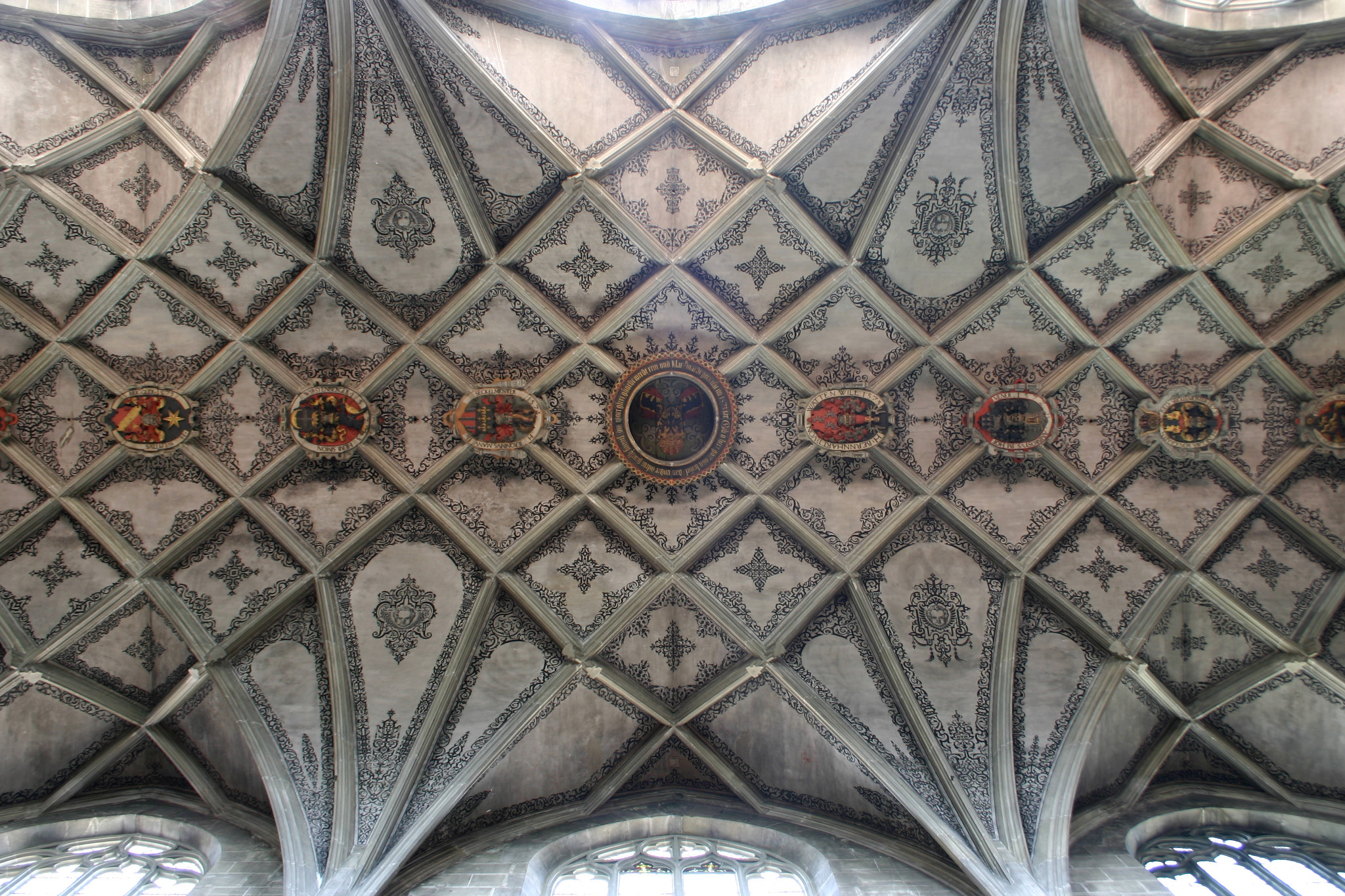
Das Netzgewölbe des Langhauses
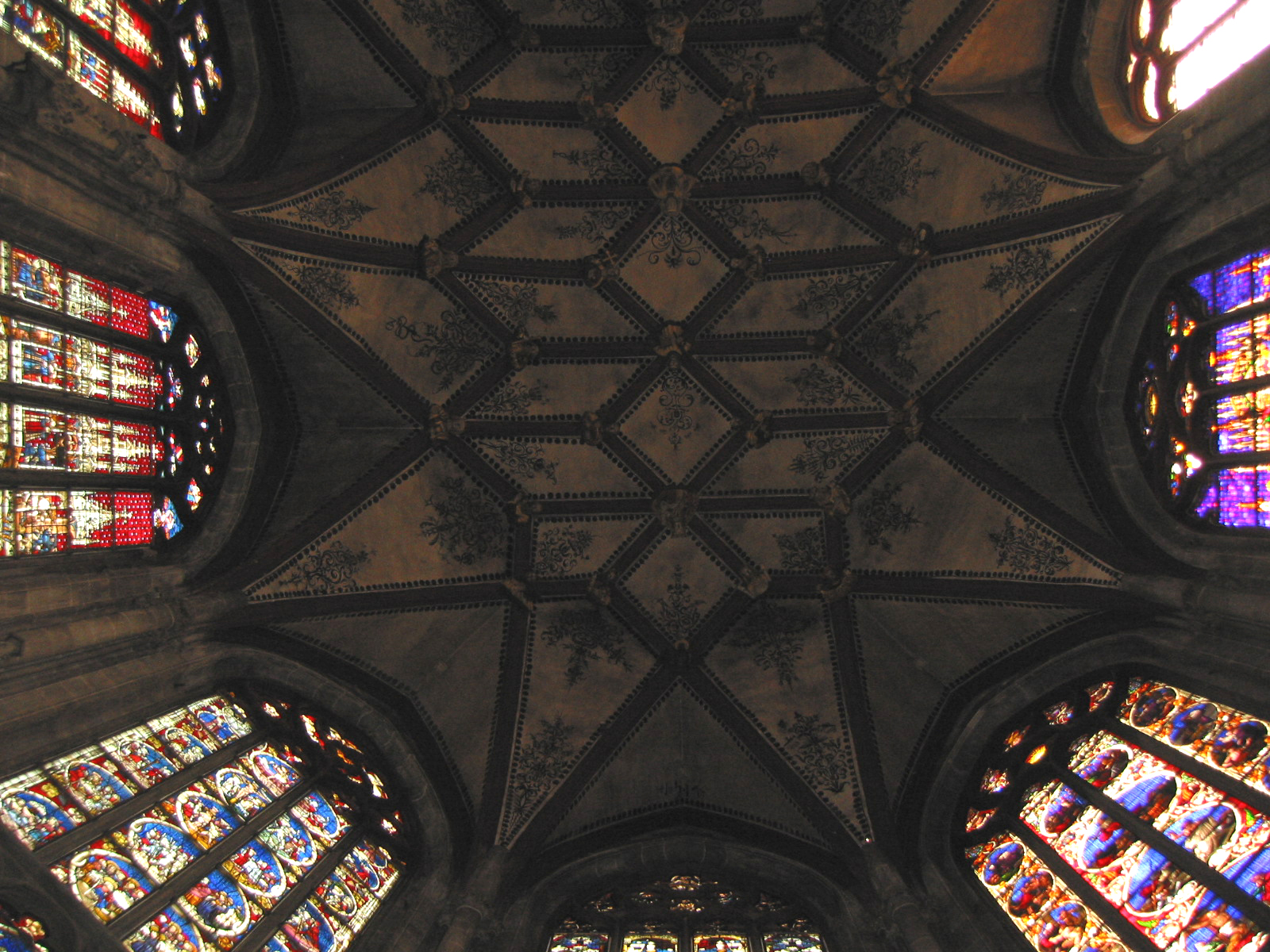
Netzgewölbe des Chores
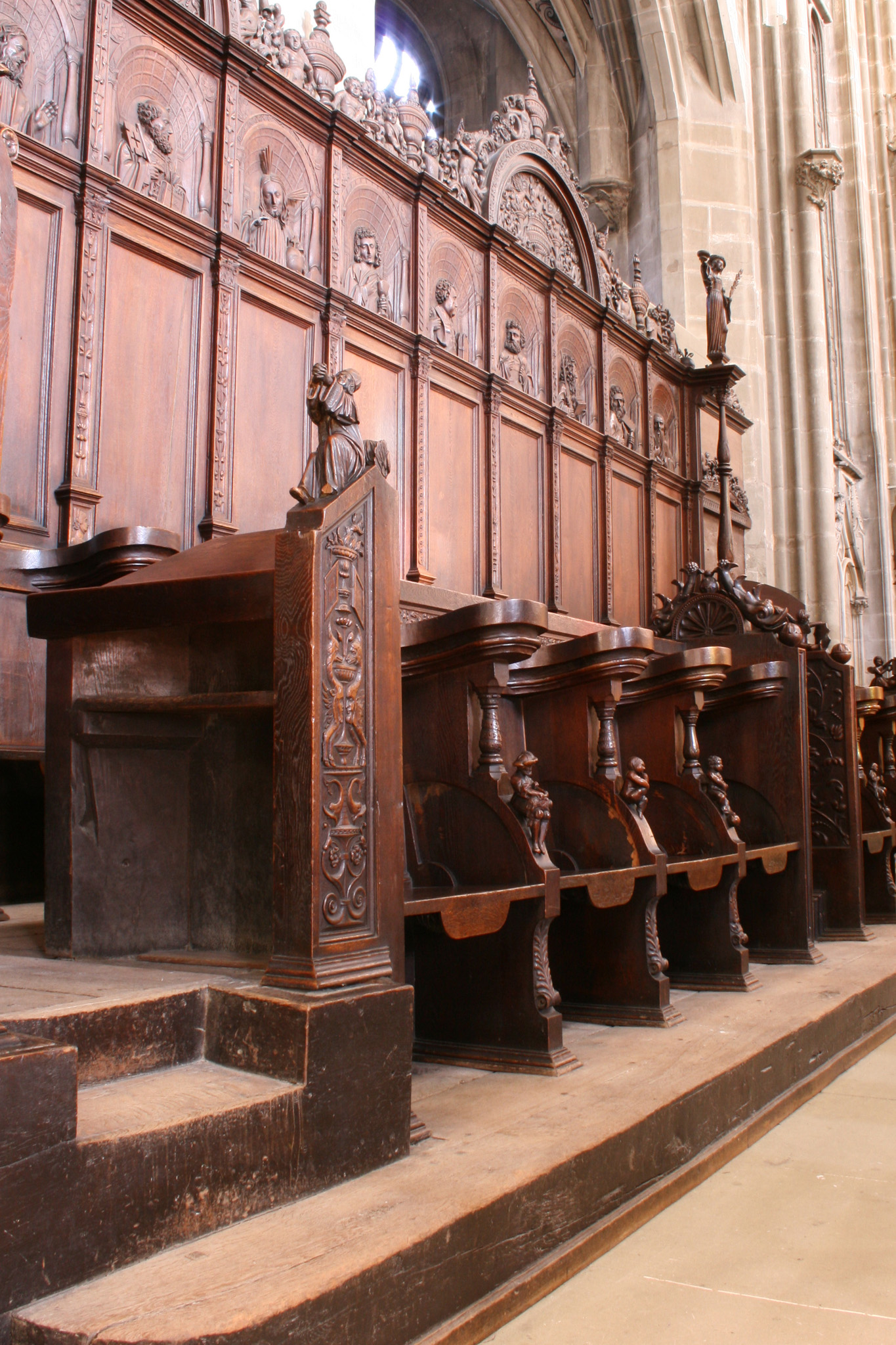
Das Chorgestühl
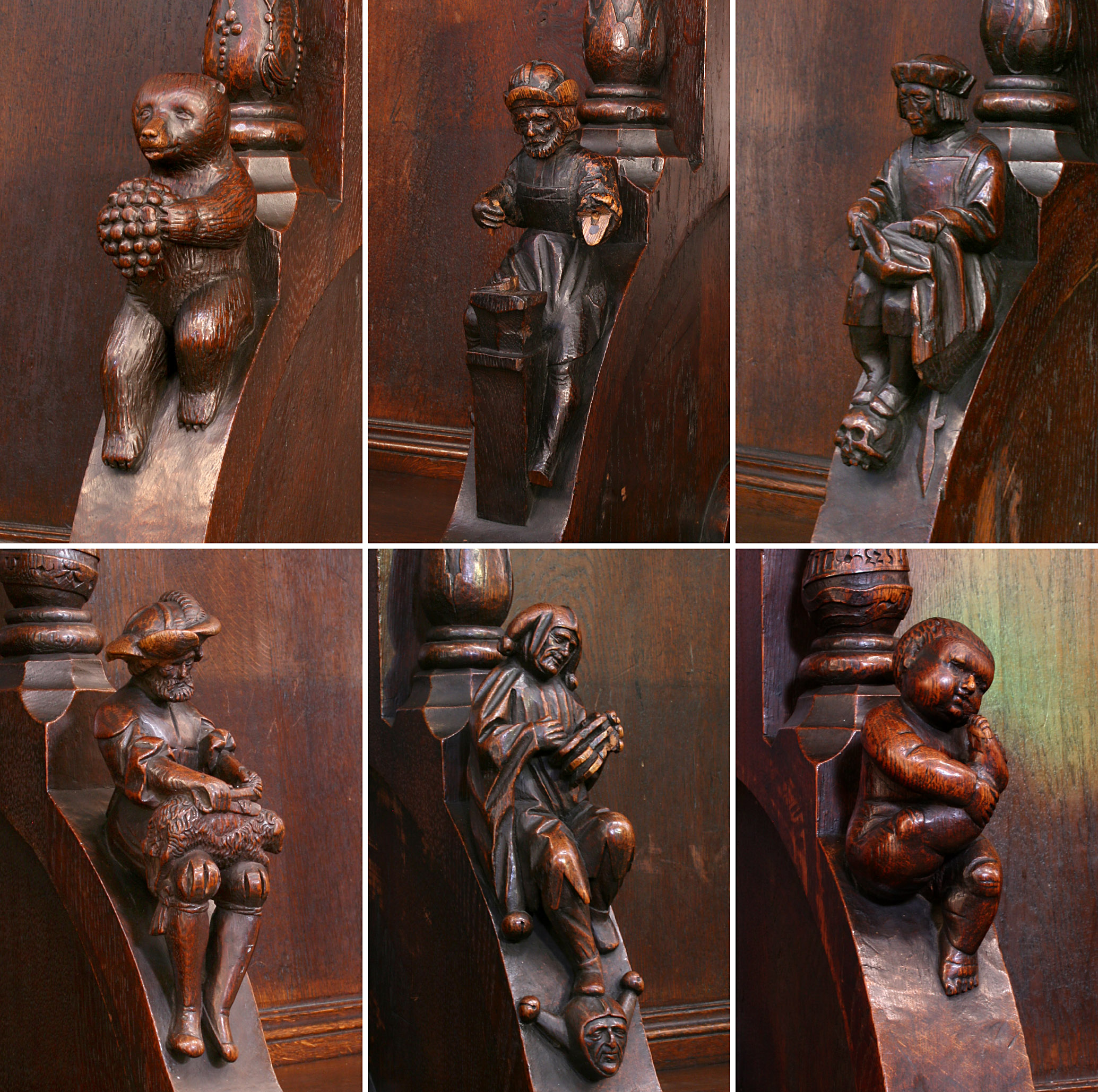
Figuren des Chorgestühls
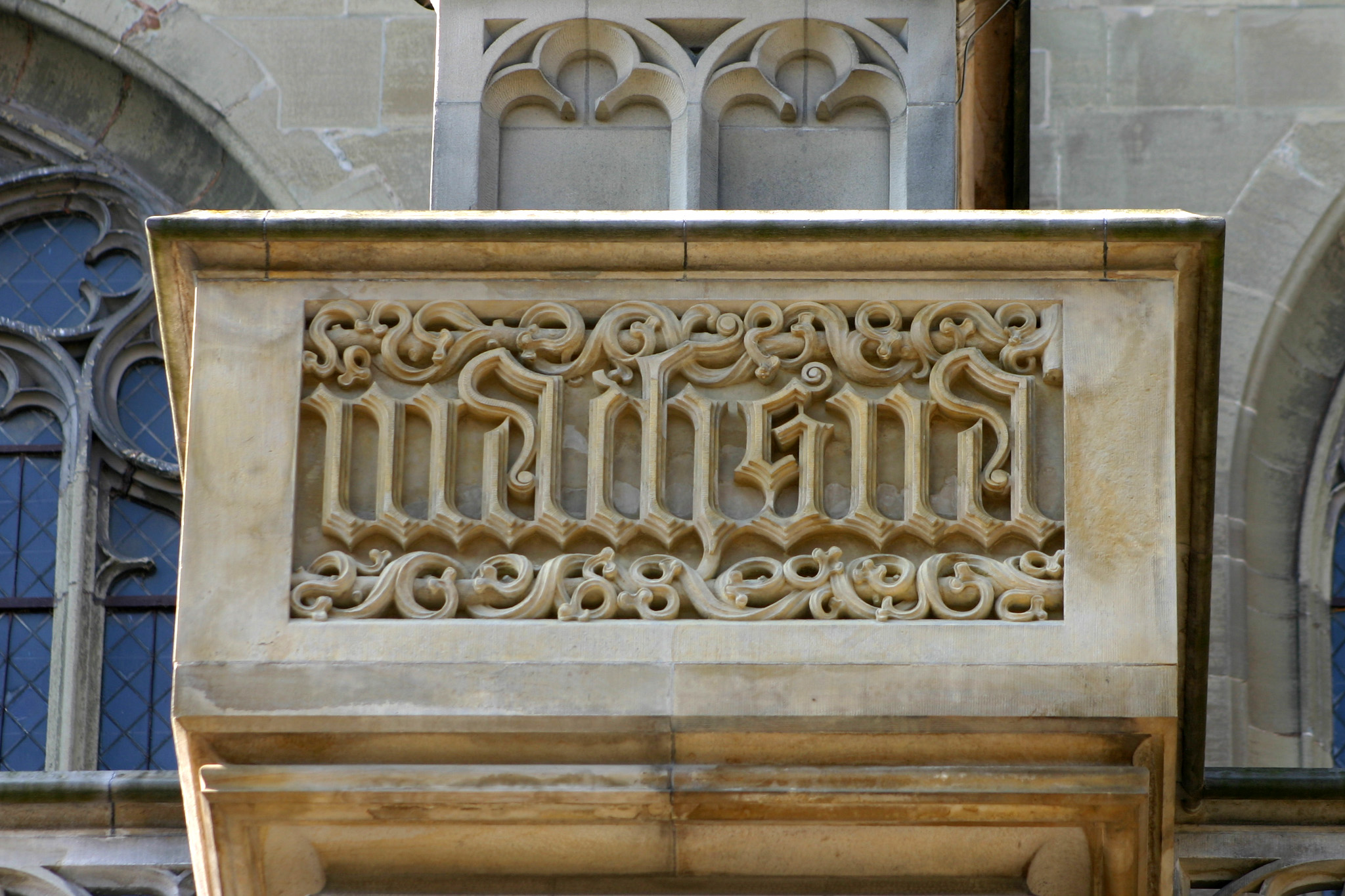
Inschrift «machs na» (mach es nach) am zweitöstlichsten Pfeiler auf der Nordseite
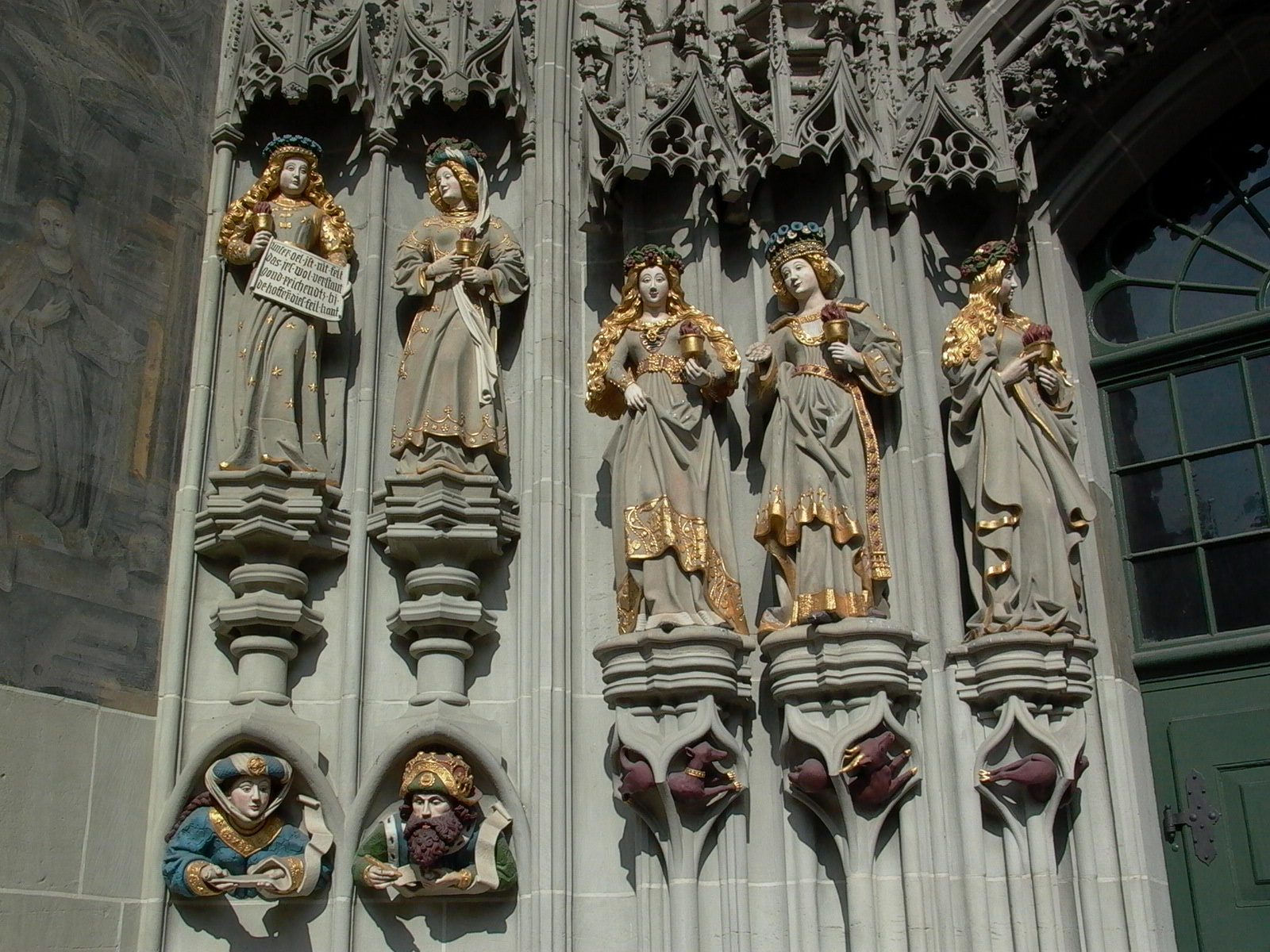
Die klugen Jungfrauen – Sandsteinfiguren beim Hauptportal
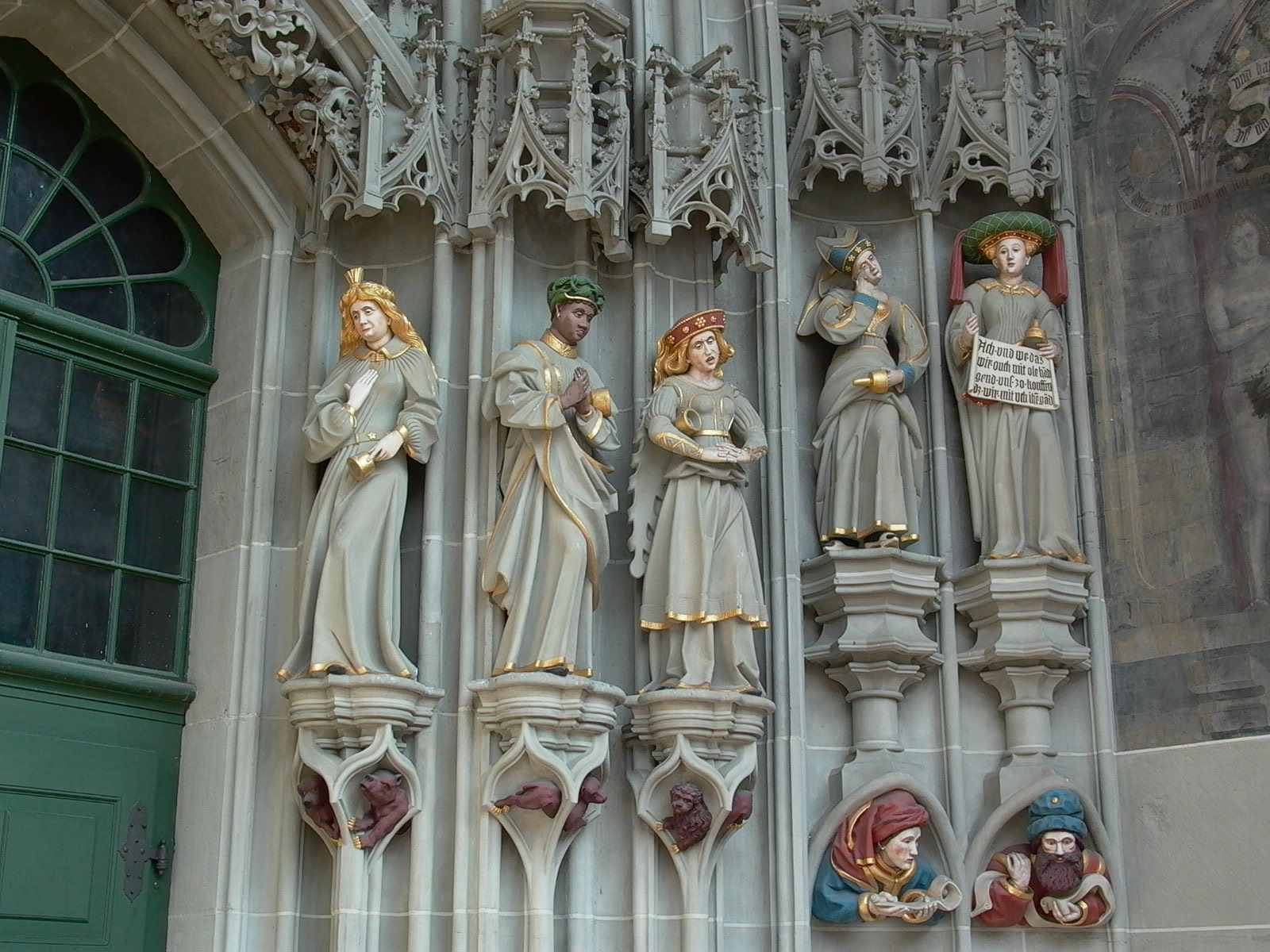
Die törichten Jungfrauen – Sandsteinfiguren beim Hauptportal
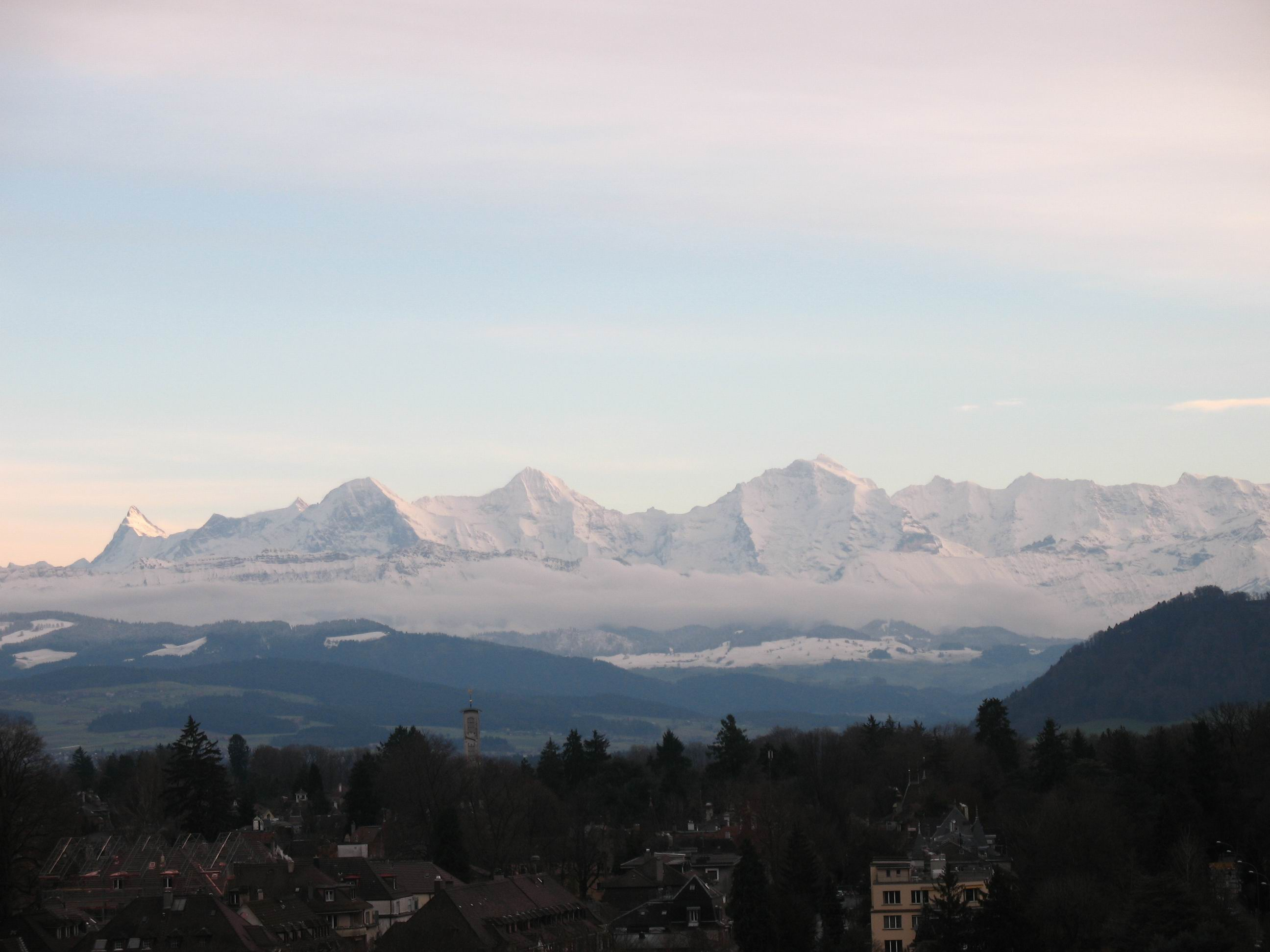
Blick vom Münsterturm: Eiger, Mönch und Jungfrau